# Pesce
I pesci (dal latino piscis) sono un gruppo eterogeneo di organismi vertebrati fondamentalmente acquatici, coperti di scaglie e dotati di pinne, che respirano attraverso le branchie. I pesci sono un gruppo parafiletico che non include i tetrapodi. Con oltre 32 000 specie per ora conosciute, coprono quasi il 50% del totale delle specie del subphylum vertebrata.
Nelle vecchie tassonomie assurgevano a classe sistematica dei vertebrati, mentre la zoologia moderna non riconosce ai pesci valore di categoria tassonomica, ma un insieme di tratti esteriori evolutivamente convergenti o costanti, come l'idrodinamicità e la presenza di pinne, che permettono loro di muoversi nell'elemento fluido con particolare efficacia, oltre alla respirazione prevalentemente branchiale dell'ossigeno disciolto. Tali dati comuni fanno tuttora variamente utilizzare la denominazione, anche se in ambito non tassonomico, ad esempio in itticoltura e ecologia.
Il più antico pesce fossile è lo Haikouichthys vissuto durante il Cambriano 500 milioni di anni fa, imparentato con le lamprede.
Il più grande pesce vivente è lo squalo balena (Rhincodon typus) che può raggiungere i 20 metri di lunghezza e pesare fino a 34 tonnellate, il Paedocypris progenetica invece è il pesce più piccolo vivente, infatti i maschi raggiungono i 10 mm e le femmine possono essere lunghe solo 7,9 mm.

## I taxa del raggruppamento pesci
Non avendo valore tassonomico, i gruppi parafiletici, considerabili in senso lato dei pesci, non sono strettamente definiti ma, generalmente, sono comprensivi di rappresentanti di:
- Agnatha (gruppo parafiletico; peculiari e primitivi; non forniti di mascelle ossee o cartilaginee)
  - Anaspida (Agnati in genere non corazzati estintisi nel devoniano, e forse all'origine degli gnatostomi)
  - Cephalaspida (vasto gruppo di cui sopravvivono solo le attuali lamprede)
  - Heterostraci (vasto gruppo di cui sopravvivono solo le attuali missine)
- Gnathostomata (organismi con scheletro più evoluto; forniti di mascelle ossee o cartilaginee)
  - Acanthodii o Acantoda (evoluti, e veloci nuotatori, estintisi nel permiano)
  - Placodermi o Placodermata (in parte corazzati, estintisi nel carbonifero)
  - Chondrichthyes (vasto gruppo comprendente gli attuali pesci cartilaginei)
  - Sarcopterygii (gruppo parafiletico; alla fine del paleozoico la classe originò i tetrapodi destinati a colonizzare l'ambiente terrestre)
    - Dipnoi (vasto gruppo di cui sopravvivono sei sole specie, anatomicamente affine ai Crossopterygii)
    - Crossopterygii (due sole specie attuali, i celacanti del genere Latimeria)

  - Actinopterygii (costituenti la maggior parte dei pesci ossei viventi).

I Sarcopterygii e gli Actinopterygii erano denominati Osteichthyes, Osteitti o pesci ossei, e la terminologia ancora permane, anche in alcune tassonomie.

Oltre ai gruppi citati, strettamente definiti, si considerano pesci, diversi altri raggruppamenti, tutti esclusivamente fossili, riuniti sotto il clade Tetrapodomorpha, clade che procede da organismi morfologicamente definibili pesci fino ad altri evidentemente e anatomicamente "anfibi", e ancestrali ai tetrapodi.

Dipnoi e Crossoprterygii solo in alcune tassonomie, vengono riuniti sotto la classe Sarcopterygii, che altre tassonomie arricchiscono anche del clade Tetrapodomorpha.
I pesci comprendono quindi tutti i rappresentanti del subphylum dei vertebrati, escludendo il gruppo dei Tetrapoda, ovvero dei vertebrati primitivamente dotati di quattro arti e variamente adattati all'ambiente terrestre, cioè, classicamente, anfibi, rettili, uccelli e mammiferi.
I pesci si distinguono, tra i vertebrati, per il lungo periodo di evoluzione (iniziato oltre 500 milioni di anni fa), che ne ha consentito la diversificazione in tutte le forme attuali, sviluppate e adattate a molteplici tipi di condizione e alimentazione, specializzandosi e occupando quasi tutte le nicchie ecologiche dei vari ambienti acquatici.

## Habitat e distribuzione

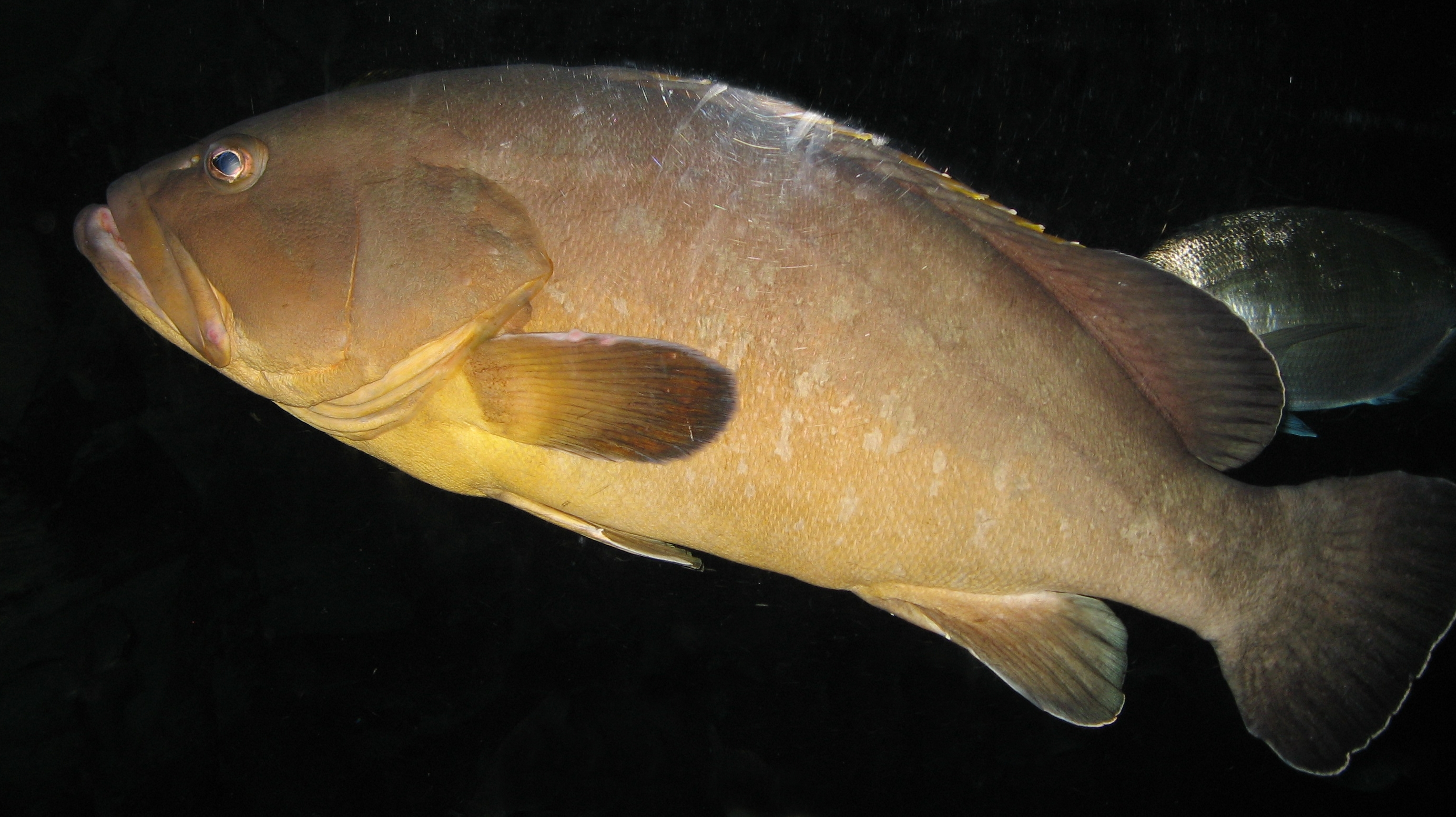
Una cernia bruna.

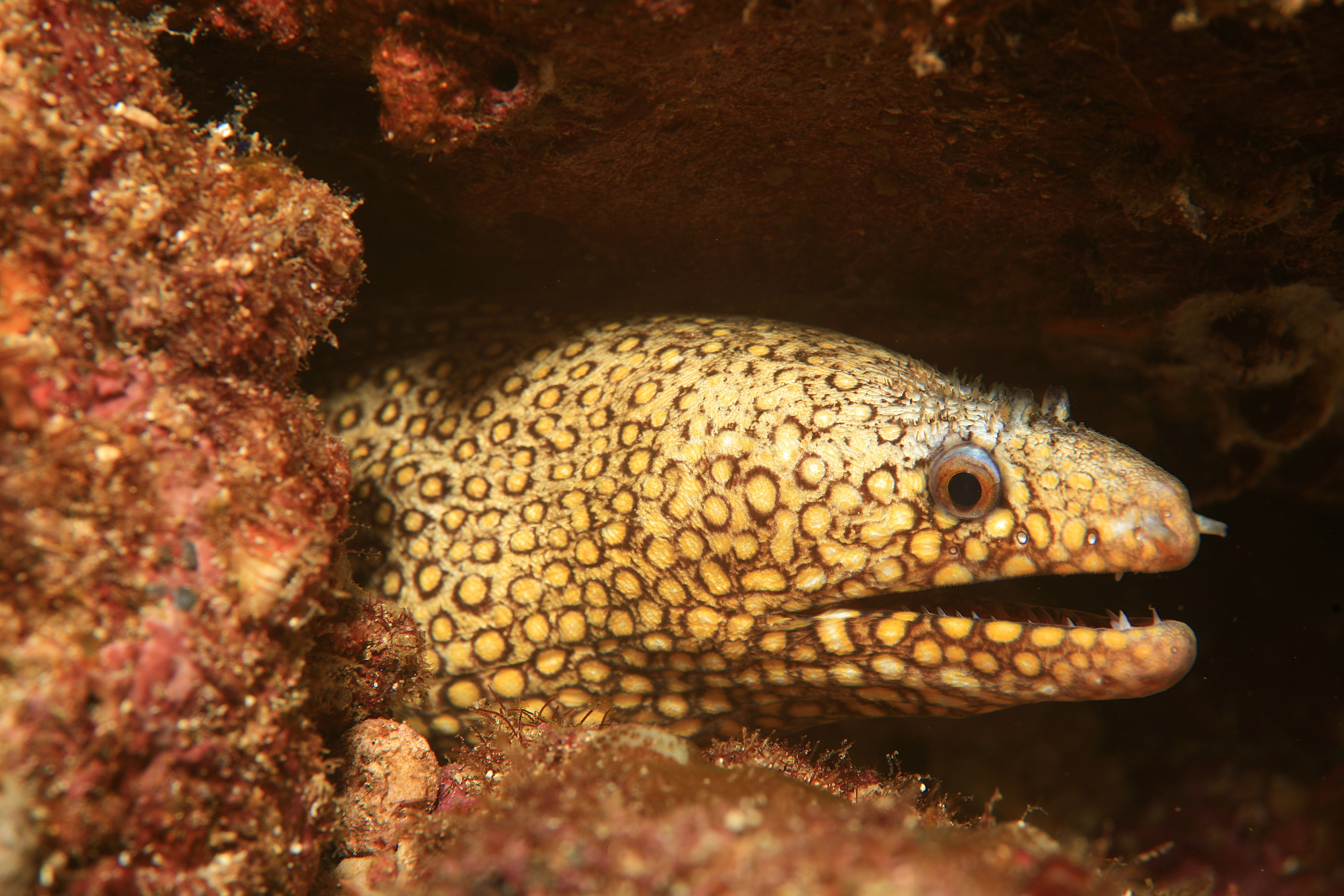
Una murena.

I pesci hanno colonizzato qualsiasi mare, oceano, fiume o lago del pianeta, con forme, colori e dimensioni diverse tra loro.
Vi sono specie tipiche dei corsi d'acqua montani (come i Salmonidae o i Cyprinidae) o dei laghi (come la comune carpa - Cyprinus carpio), adatti alla vita sul fondale alla ricerca del cibo. Talvolta le specie possono essere endemiche di habitat ristretti; in Italia, ad esempio, Salmo fibreni nel Lago di Posta Fibreno e Salmo carpio nel Lago di Garda.
Gli ambienti a salinità variabile, come gli estuari dei fiumi e le lagune, accolgono specie specializzatesi nel sopportare sbalzi anche grandi della concentrazione del sale disciolto, dette eurialine (i Mugilidae, ad esempio, tra cui il comune cefalo - Mugil cephalus), al contrario le specie incapaci di adattarsi ad ambienti con salinità variabile sono dette stenoaline.
In mare, nelle zone tipiche dei domini pelagici, lontani dalle coste e privi di ogni nascondiglio, i pesci sono spesso caratterizzati da linee argentate per riflettere quanto più possibile il blu delle acque circostanti e nascondersi così ai predatori. Molti hanno una forma slanciata, adatta al nuoto veloce per favorire la fuga o la caccia (come i tonni), altri cercano la sicurezza radunandosi in branchi numerosi.
Vicino alle coste i fondali rocciosi, ricchi di alghe marine, sono frequentati da una grande abbondanza di pesci tipicamente vegetariani (come la salpa - Sarpa salpa), ma anche di predatori delle altre specie animali che vivono tra le alghe, come molluschi o anellidi. Le praterie di Posidonia oceanica offrono un ulteriore nutrimento e, più spesso, nascondiglio ad altre specie di pesci (come al pesce ago cavallino - Syngnathus typhle) o a forme giovanili di queste. I fondali mobili, composti da fango, ghiaia o sabbia offrono un ulteriore habitat per pesci che si sono specializzati nella caccia (ad esempio la rana pescatrice - Lophius piscatorius) o nel nascondersi, mutando la propria struttura fisica per muoversi a stretto contatto col terreno (come la sogliola - Solea solea) o infossandosi in esso velocemente (ad esempio il ghiozzo rasposo - Gobius bucchichi).

Grotte ed anfratti bui delle secche e delle scogliere offrono rifugi ai pesci di tana (la cernia bruna - Epinephelus marginatus) o a pesci notturni (come le murene e gli Scorpaenidae) che vi si nascondono di giorno per poi uscire in caccia di notte.

Le barriere coralline, di supporto ad un grandissimo numero di specie, offrono il migliore esempio di quanta sia la diversità tra le forme e i colori di questi animali.
Altre specie, adatte alla vita abissale (come i Saccopharyngiformes e i Lophiiformes), hanno sviluppato forme completamente diverse dai loro parenti della superficie, perfezionando tecniche di caccia basate, ad esempio, sulla bioluminescenza per attirare le prede.

Anche le acque dell'Antartico ospitano alcune specie di pesci specializzate per la vita nel gelo e che possono spingersi fino a oltre quattromila metri di profondità.
Sebbene quasi tutti i pesci siano esclusivamente acquatici, esistono delle eccezioni. I perioftalmi, per esempio, hanno sviluppato degli adattamenti che permettono loro di vivere e muoversi sulla terraferma per diversi giorni.

## Pesca e piscicoltura
"La pesca commerciale è la attività di cattura dei pesci che vivono nelle acque marine"
La piscicoltura è l'allevamento dei pesci in spazi recintati dove i pesci vivono, si nutrono e si riproducono.
"Il pesce allevato costituisce il 50% del pesce venduto"

## Anatomia
Molto diversi, tutti i pesci presentano caratteristiche comuni, necessarie alla sopravvivenza. I lunghi tempi di evoluzione hanno tuttavia permesso la divisione in oltre 30 000 specie diverse, alcune delle quali divise in sottospecie. Si può quindi comprendere la difficoltà nell'integrare tutta questa biodiversità in un solo schema.

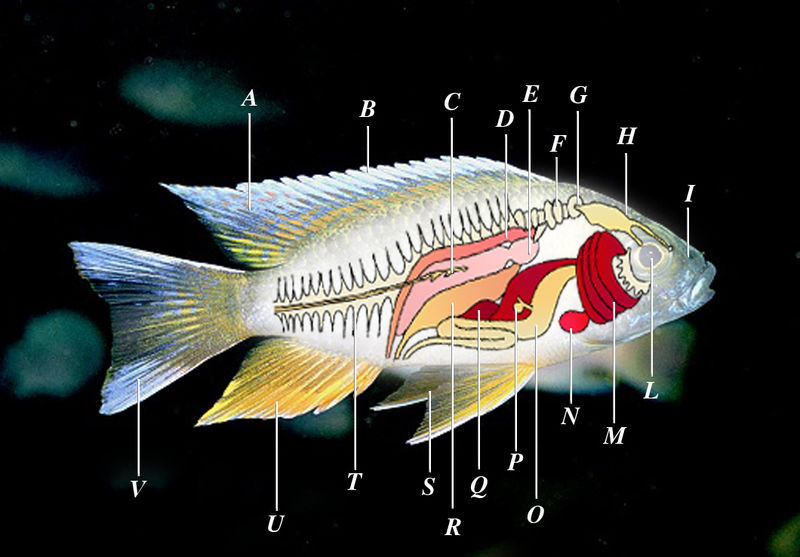
Anche se i pesci si presentano in innumerevoli forme, la figura intende mostrare le caratteristiche generali nella forma anatomica più comune
A - Pinna dorsale
B - Raggi della pinna
C - Linea laterale
D - Rene
E - Vescica natatoria
F - Apparato di Weber
G - Orecchio interno
H - Cervello
I - Narici
L - Occhio
M - Branchie
N - Cuore
O - Stomaco
P - Cistifellea
Q - Milza
R - Organi sessuali interni (ovaie o testicoli)
S - Pinne ventrali
T - Colonna vertebrale
U - Pinna anale
V - Coda (pinna caudale)
Altri elementi non segnalati: barbigli, pinna adiposa, genitali esterni (gonopodio)

### Morfologia
L'habitat dove la specie è stanziata e il tipo di alimentazione hanno plasmato, mediante l'evoluzione, il corpo dei pesci, rendendoli estremamente diversificati. In generale la forma del loro corpo, adatta alla vita acquatica, è idrodinamica. Le forme anatomicamente più comuni sono:
- Fusiforme - la forma più comune, adottata dai pesci che vivono nei fiumi, nei laghi e da moltissime specie pelagiche, grandi nuotatori. Offre poca resistenza all'acqua;
- Appiattita sul dorso - forma ideale per i pesci che vivono vicini alla superficie e che da essa traggono nutrimento. Non a caso alcune specie presentano occhi sporgenti per poter localizzare insetti e altre prede;
- Compressa lateralmente - adottata da molti pesci di barriera corallina o dai grandi Ciclidi, è la forma ideale per i pesci che si muovono tra piante sommerse o rocce, in zone senza correnti;
- Appiattita sull'addome - adottata dai pesci detritivoro, presenta un addome piatto per meglio aver presa sul fondale o sulle rocce, dove questi pesci vivono e si nutrono;
- Compresso ai fianchi e carenato - è una forma particolare, idrodinamica e aerodinamica, poiché spesso le specie che hanno questa forma sono capaci di guizzare e planare per alcune decine di metri a pelo e fuori dall'acqua;
- Anguilliforme - corpo allungato e flessibile, come quello delle anguille. Una forma ideale per i pesci che perlustrano gli anfratti o vivono tra la sabbia alla ricerca di cibo o al sicuro dai predatori;
- Aghiforme - anche questa è una forma allungata ma il corpo è rigido. Le specie con corpo aghiforme vivono vicini alla superficie oppure si confondono con le alghe;
- Squaliforme - una forma praticamente perfetta per la caccia: corpo idrodinamico, affusolato, abituato alle lunghe nuotate ma anche agli scatti, con una possente muscolatura;
- Piatta - tipica forma delle sogliole e delle razze, è adottata da pesci che vivono sul fondo, per mimetizzarsi o per predare. I pesci appiattiti sul fianco presentano entrambi gli occhi sul fianco opposto, mentre le razze e i trigoni sono appiattiti sul ventre e hanno una lunga coda;
- Ovaloide - o a parallelepipedo, sono le forme dei pesci che hanno corpo tozzo e muscoloso, spesso ricoperte di aculei o placche ossee.
- Cavallina - è la forma tipica dei cavallucci marini e del pesce ago, che presentano testa con forme simili a cavalli e corpo snello, con portamento quasi sempre eretto e coda prensile.

Le dimensioni dei pesci variano dai 16 m dello squalo balena (Rhincodon typus) ai circa 8 mm della Schindleria brevipinguis, considerato il vertebrato più piccolo del mondo

### Bocca
Nei pesci la bocca si è evoluta in base allo stile di vita e all'habitat colonizzato.
Solitamente si tende a classificare i diversi tipi di bocca in base alla direzione che essa assume, in quanto pesci che vivono in superficie hanno bocca rivolta verso l'alto, pesci che vivono a mezza altezza hanno la bocca parallela al corpo e pesci di fondo hanno la bocca orientata verso il basso.

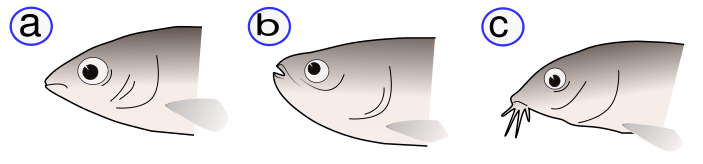
Bocche dei pesci:
A. terminale B. superiore C. inferiore

Ciò è vero, ma esistono numerose altre tipologie, come la bocca a ventosa, tipica dei pesci di fondo, dove le labbra si sono allargate per formare un organo di ancoraggio.
Altri pesci hanno sviluppato bocche tubolari, per meglio aspirare oppure piluccare tra gli anfratti rocciosi. I pesci predatori presentano bocche estroflettibili, che permettono loro di allungare la mandibola per una maggior portata. Altamente specializzata è la bocca di predatori come piranha e squali, questi ultimi forniti di file multiple (fino a 7) di denti ossei e di un'apertura boccale sufficiente a contenere foche o esseri umani.

### Denti
La dentatura dei pesci varia da specie a specie. I denti possono essere assenti oppure abbondanti e diversi per forma e disposizione. Possono essere presenti su entrambe le mascelle (denti mascellari e premascellari), sul vomere (vomerini), sul palato (palatini), sulle ossa della faringe (faringei). La forma in genere è conica e nelle specie cacciatrici i denti sono caniniformi, cioè appuntiti, spesso seghettati e adatti ad afferrare le prede e strapparne parti di tessuti. In alcune specie, come le cernie, questi denti sono aghiformi e rivolti all'indietro. Le specie che si nutrono di alghe invece presentano denti incisiviformi, appiattiti ed adatti a raschiare e a strappare alghe e altri organismi che vivono adesi ai fondali. Alcuni pesci, come i saraghi (Diplodus sp.) possiedono anche denti molariformi, utilizzati per schiacciare i gusci di molluschi e crostacei. Nei Selaci i denti, triangolari e seghettati lateralmente, sono disposti in più file. I denti della fila anteriore, gli unici funzionanti, vanno incontro periodicamente a lesioni e cadono; i denti delle file posteriori hanno il compito di sostituirli.

### Pinne

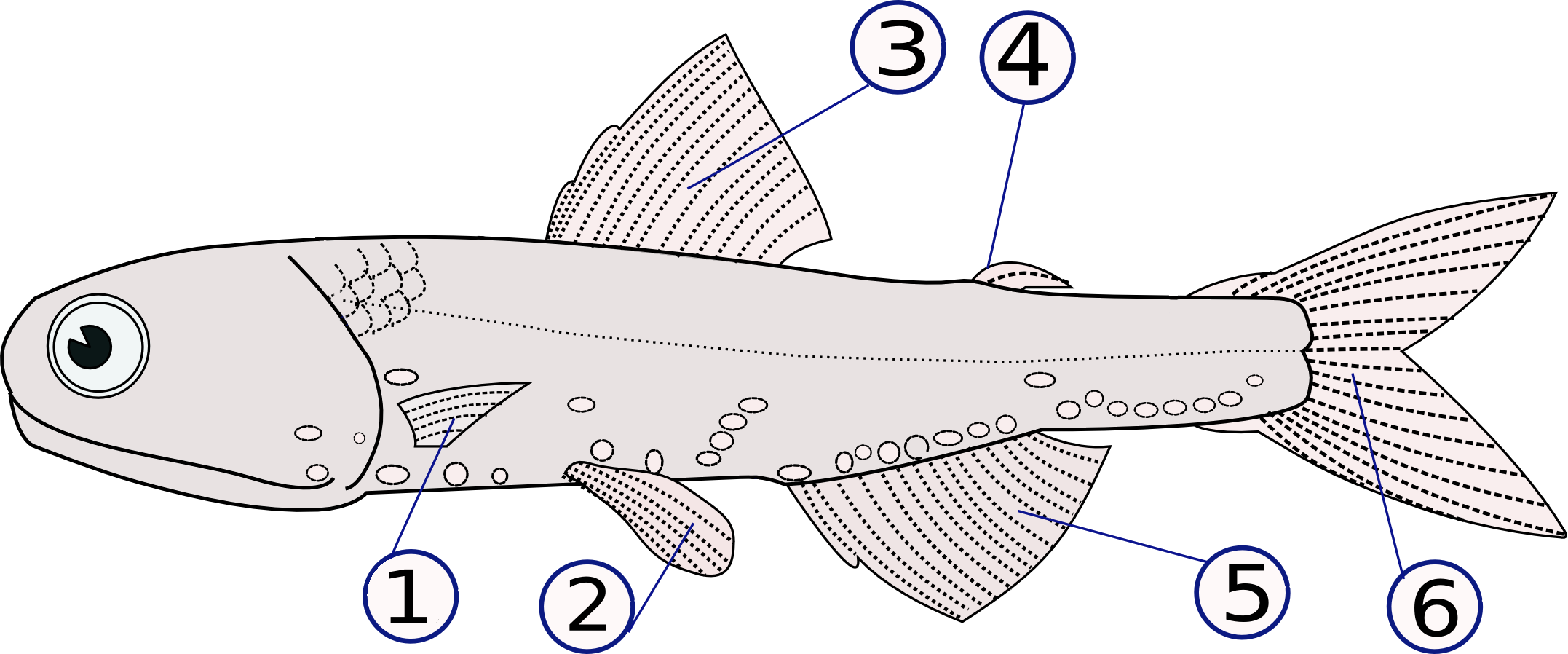
Lampanyctodes hectoris
(1) pinne pettorali, (2) pinne ventrali, (3) pinna dorsale, (4) pinna adiposa, (5) pinna anale (6) pinna caudale

Gli organi di locomozione dei pesci sono le pinne, delle strutture formate da raggi ossei negli osteitti o cartilaginei nei selaci, collegati da una membrana di pelle. Negli osteitti i raggi possono essere spinosi oppure molli e il loro numero ha valore sistematico ed è quindi utile per l'identificazione dei pesci.
Le pinne sono suddivise in
- impari (1 o più dorsali, 1 caudale, 1-2 anali)
- pari (pettorali e ventrali). Queste pinne nei vertebrati terrestri daranno origine agli arti.

Le pinne dorsali possono variare in numero da 1 a 3 e a volte possono fondersi con l'anale e la caudale, formando un'unica grande pinna.
La pinna caudale è responsabile della principale spinta propulsiva del pesce, è disposta verticalmente rispetto al piano del pesce e si muove da destra verso sinistra e viceversa. Questa caratteristica permette di distinguere a prima vista un pesce da un cetaceo, in cui la pinna caudale è disposta orizzontalmente e si muove dal basso verso l'alto.

#### Pinne particolari

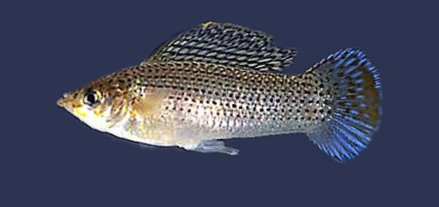
Maschio di Poecilia latipinna: da notare il gonopodio, pinna anale modificata

Oltre alle normali pinne alcune famiglie (Salmonidae, Characidae, ecc) presentano un'ulteriore pinna dopo quella dorsale: essa prende il nome di pinna adiposa poiché è composta soltanto da un lembo di tessuto adiposo. Le sue dimensioni variano a seconda delle specie e sembra serva ad aumentare la stabilità durante gli spostamenti orizzontali.
Altre specie presentano il primo (o più) raggio delle pinne dorsali e pettorali come una spina o addirittura un aculeo cavo collegato a dotto velenifero (Scorpaenidae) utilizzati a scopo difensivo ma anche in delicati momenti riproduttivi.
Sempre a scopo riproduttivo altre famiglie di pesci (Poeciliidae, Goodeidae, Anablepidae, ecc) hanno sviluppato un particolare organo riproduttore, chiamato gonopodio e adatto alla fecondazione interna di questi pesci ovovivipari: esso consiste in una modifica della pinna anale in un tubo munito di microscopici uncini all'estremità che viene incastrato nella papilla genitale femminile e permette il passaggio del liquido seminale nel corpo della femmina. Il gonopodio non è erettile ma rigido e mobile.
In alcune specie, soprattutto quelle appartenenti alla famiglia Scombridae, sul peduncolo caudale tra la pinna dorsale, l'anale e la caudale sono presenti delle pinnule prive di raggi.

### Scaglie e pelle

Scaglia di un pesce al microscopio

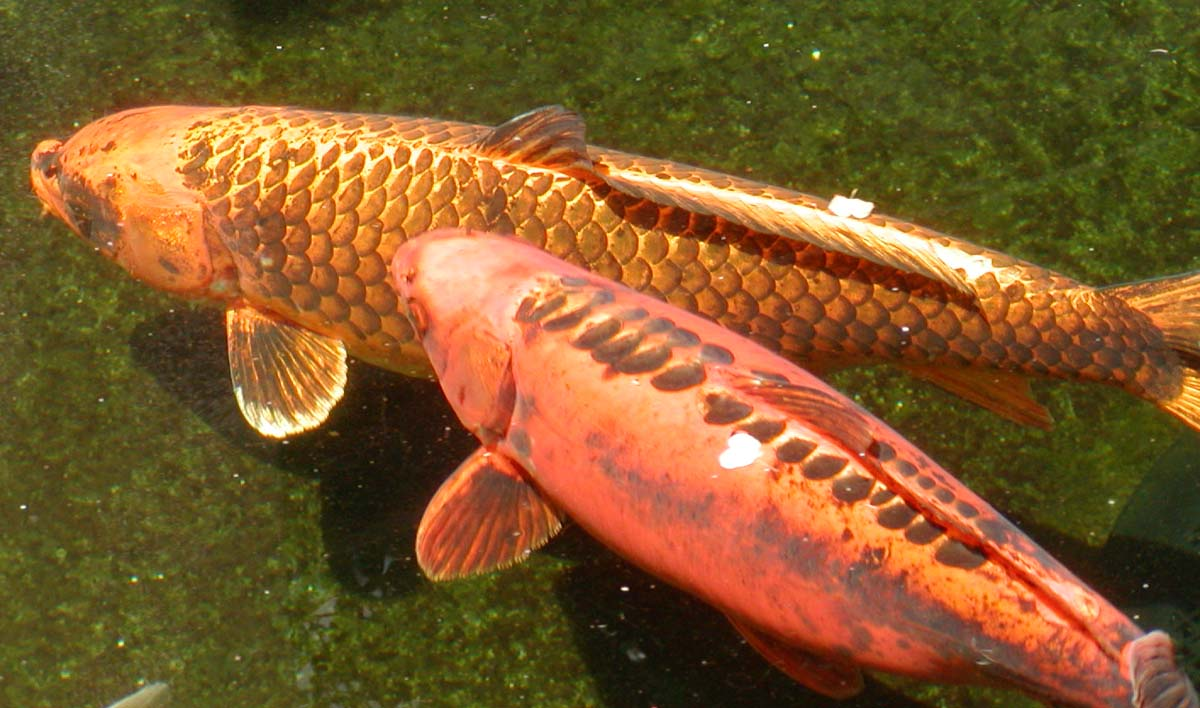
Carpe koi, con scaglie cicloidi

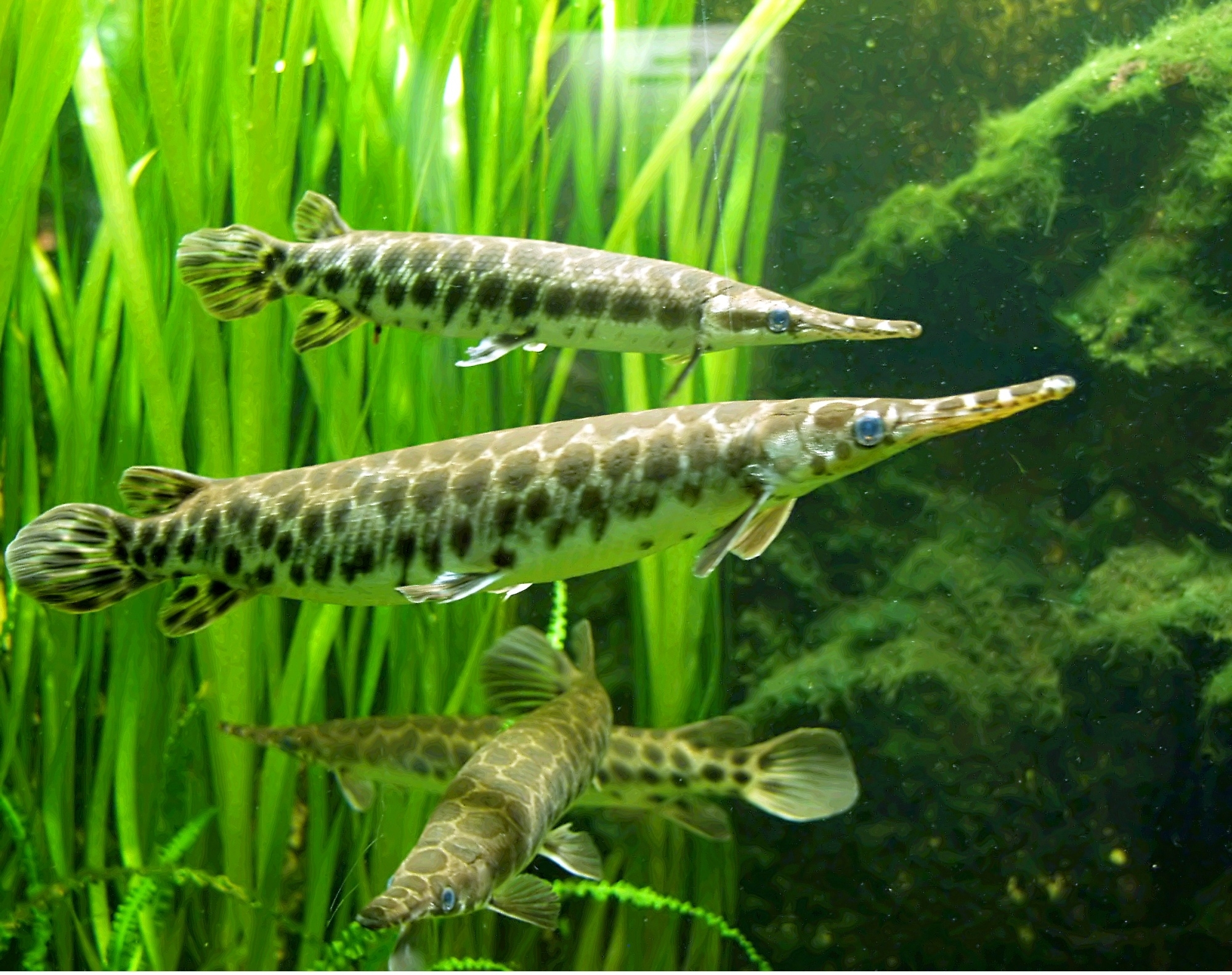
Lepisosteus sp., pesci caimani, con scaglie ganoidi

Come tutti i vertebrati, i pesci presentano una pelle composta da due strati: l'epidermide (la parte esterna) e il derma (riccamente vascolarizzato e localizzato nella parte interna della pelle). Tuttavia la maggioranza dei pesci ossei (Osteitti) sono ricoperti da scaglie, posizionate sopra l'epidermide, di materiale osseo (simile alla dentina) incastrate una con l'altra come tegole di un tetto, che crescono come crescono agli animali unghie e peli.
La loro funzione è quella di coprire il corpo del pesce rendendolo liscio e idrodinamico; in questo sono aiutate da un muco secreto dal derma e fatto fluire fino all'epidermide e quindi alle scaglie: una sorta di "pelle invisibile" vischiosa che aiuta il pesce a scivolare nell'acqua.
Le scaglie si dividono in:
- ctenoidi - hanno bordi muniti di minuscoli dentini;
- cicloidi - sono circolari, con bordi arrotondati e sovrapposte in modo da mostrare solo il 20% della loro intera superficie. Presentano inoltre anelli di accrescimento come i tronchi degli alberi, attraverso cui è possibile risalire all'età dei pesci;
- ganoidi - la scaglia è quasi interamente esposta alla superficie dell'acqua poiché di forma romboidale; sono inoltre molto lucenti perché ricoperte di ganoina, una sostanza che rende simili a vetro le scaglie;
- placoidi - presenti solo sui Selaci (squali, razze ecc...).
- cosmoidi - particolare tipo di scaglia tipico dei Crossopterigi, soprattutto dei Celacantidi, ma presenti anche nei Dipnoi;

Ma non tutti i pesci hanno le scaglie: alcune specie, soprattutto quelle che vivono sui fondali, presentano piuttosto delle piastre ossee o estremamente cheratinizzate, tanto da venire chiamati anche "pesci corazzati", altre hanno solo pelle nuda ispessita. Addirittura l'intero corpo può essere ricoperto di vere e proprie placche ossee come in certi "pesci scatola" o di scaglie evolute in spine, come nei pesci palla o istrici.

### Organi interni

#### Sistema nervoso

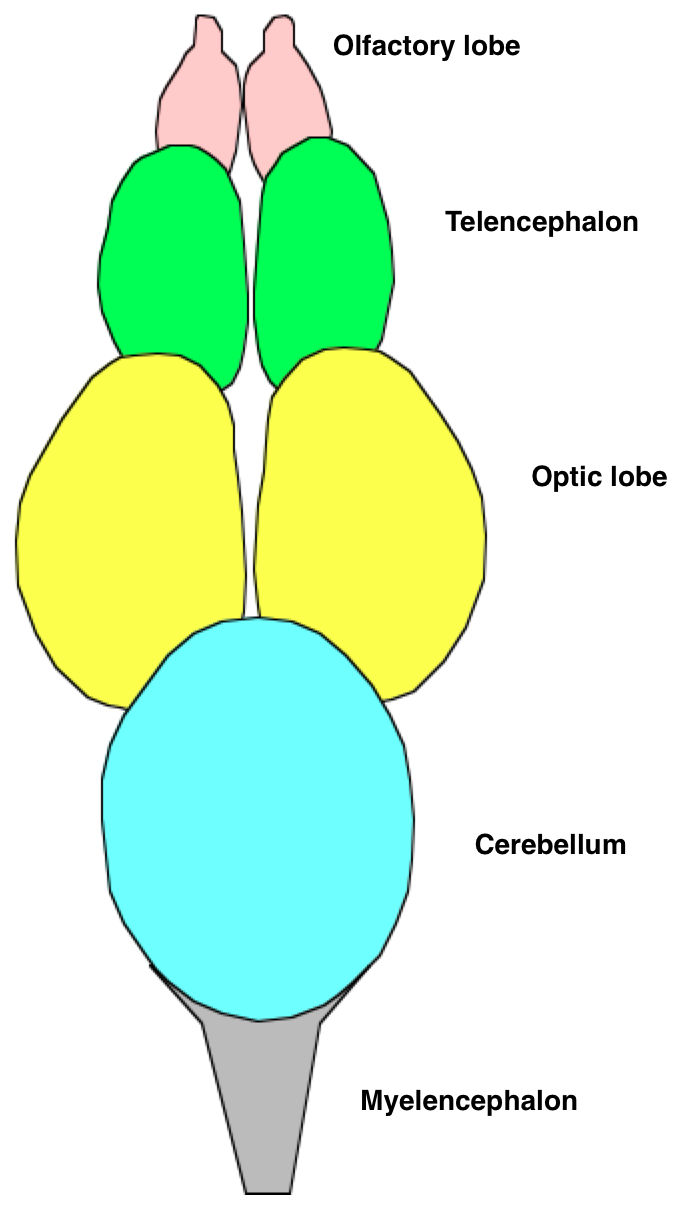
Schematizzazione della struttura dell'encefalo di Oncorhynchus mykiss

Il sistema nervoso centrale della maggior parte dei pesci è costituito dal cervello e dal midollo spinale, anche se la forma e le dimensioni delle varie parti del cervello variano sensibilmente nelle diverse specie.
Se confrontati con gli altri vertebrati, i pesci presentano un cervello piuttosto piccolo in relazione alla grandezza del corpo. Alcuni squali però possiedono un cervello relativamente grande in relazione alla dimensione corporea, paragonabile a quello di uccelli e marsupiali.
L'encefalo dei pesci è diviso in diverse regioni. Nella parte frontale si trovano i lobi olfattivi, delle strutture che ricevono ed elaborano i segnali che giungono dalle narici attraverso i nervi olfattivi.
I lobi olfattivi sono molto sviluppati nei pesci che cacciano basandosi principalmente sull'olfatto, come squali e pesci gatto.
Dietro ai lobi olfattivi si trova il telencefalo bilobato, che nei pesci è strettamente correlato all'olfatto. Queste due strutture, nei pesci, formano il cervello.
Il diencefalo connette il cervello al mesencefalo ed è responsabile di diverse funzioni associate al controllo ormonale ed al mantenimento dell'omeostasi.
Al di sopra del diencefalo si trova la ghiandola pineale, che svolge diverse funzioni tra cui il mantenimento dei ritmi circadiani e il controllo dei cambiamenti di colore.
Il mesencefalo contiene due lobi ottici, molto sviluppati nei pesci che cacciano affidandosi alla vista, come i ciclidi o la trota iridea (Oncorhynchus mykiss).
Il metencefalo è coinvolto principalmente nel controllo del nuoto e dell'equilibrio.
Il cervelletto è una struttura costituita da un singolo lobo, di solito ha grandi dimensioni e infatti costituisce la parte più grande di tutto l'encefalo.
Il mielencefalo controlla le funzioni della maggior parte dei muscoli e degli organi e nei pesci ossei regola anche la respirazione e l'osmoregolazione.

#### Organi di senso

Linea laterale in uno squalo

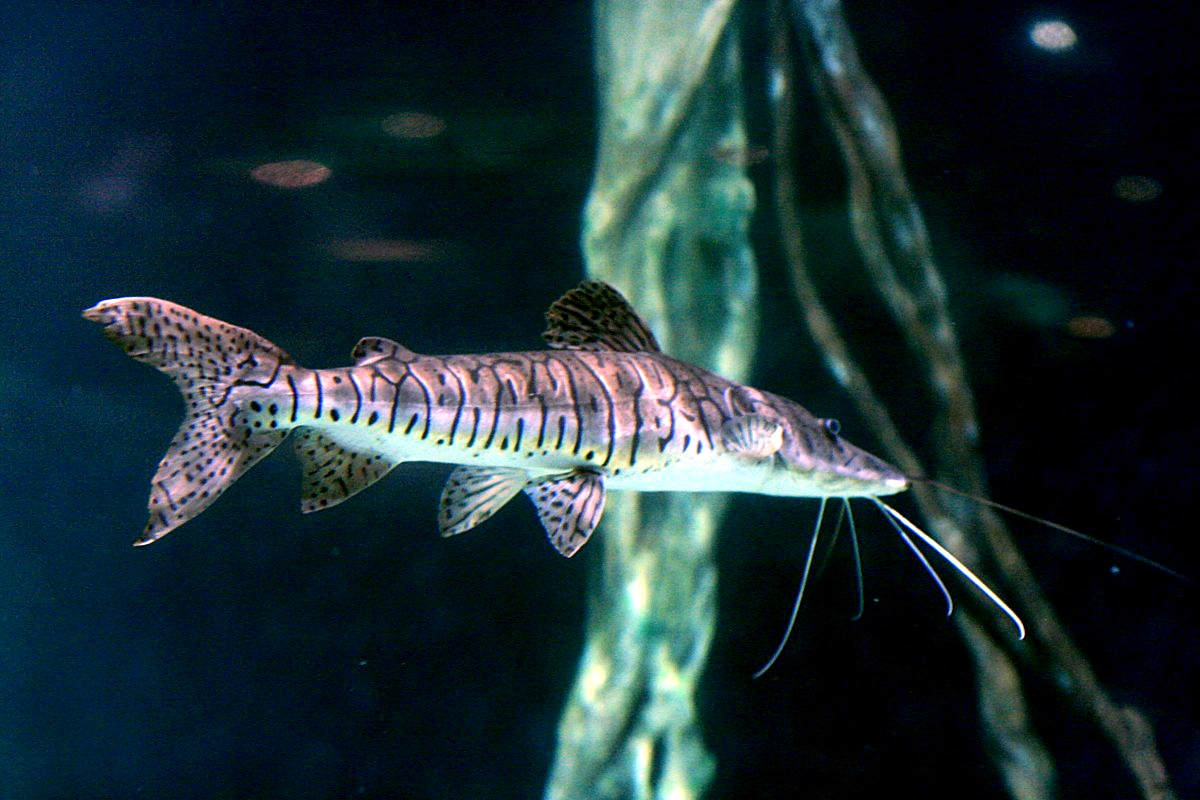
I lunghi barbigli di Pseudoplatystoma tigrinum

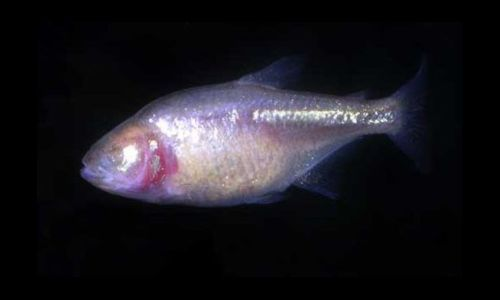
Astyanax jordani, un caracide cieco sudamericano

L'udito viene percepito mediante la vescica natatoria, la quale trasferisce le vibrazioni all'apparato di Weber, connesso al cervello.
Il gusto viene normalmente percepito ed elaborato nella bocca e nel cavo faringeo e serve principalmente a distinguere i cibi ed evitare sostanze dannose. Molto spesso i pesci immettono nella bocca qualsiasi cosa capiti davanti a loro: trattengono questa sostanza giusto il tempo per capire se è digeribile e, in caso contrario, la sputano. La stessa cosa succede negli squali, i quali prima addentano per assaggiare e in base al sapore decidono se quel che hanno morso è una preda oppure no (a ciò si devono fortunatamente i numerosi sopravvissuti agli attacchi degli squali: non siamo di loro gradimento!). In molte specie gli organi gustativi sono posizionati anche all'esterno della testa e nei barbigli attorno alla bocca. Gli osfronemidi addirittura presentano recettori del gusto sulle pinne ventrali, trasformate in sottili appendici mobili che il pesce usa tastando quel che ha intorno.
I pesci presentano inoltre le narici, che non hanno funzione respiratoria (tranne che nei pesci con apparato boccale a ventosa) ma prettamente olfattiva: esse sono delle rientranze tubolari ricoperte di rosette olfattive che percepiscono le particelle odorose provenienti da sangue, putrefazione di organismi, muco di altri pesci, piante. L'acqua è convogliata all'interno e poi estromessa.
La vista è un senso che i pesci hanno sviluppato in maniera differente, in base al loro stile di vita. La maggior parte di essi presenta gli occhi ciascuno su un lato: ciò consente loro di avere un campo visivo di quasi 360° e una visione monoculare (ognuno dei due occhi mette a fuoco indipendentemente dall'altro) e grandangolare, non ad alta definizione ma che permette di controllare l'eventuale avvicinarsi di un pericolo.
I predatori e i pesci sdraiati su un fianco presentano invece occhi ravvicinati e visione binoculare, con un campo visivo ad alta definizione davanti alla loro testa, adatto ad avvicinarsi alle prede.
Tuttavia moltissime specie di pesci abitano in grotte o negli abissi marini, dove filtra pochissima luce oppure regnano le tenebre eterne. Alcuni pesci (ad esempio, gli Opisthoproctus)
hanno sviluppato occhi telescopici e fortemente ingrandenti, adatti a sfruttare la flebile luce che proviene dall'alto. Alcune specie che vivono nelle grotte o nei profondi abissi (come l'Astyanax) hanno addirittura atrofizzato i loro occhi fino a farli sparire, poiché nel loro habitat sono inutili.
I pesci presentano anche un organo di senso non presente in altri vertebrati: la linea laterale. Essa è costituita da una serie di canalicoli che corrono lateralmente nella testa e nel corpo dell'animale, collegati con l'esterno tramite piccoli pori, e ha la funzione di percepire variazioni di bassissima frequenza o flebili campi elettrici.
Nel 2003, il ricercatore scozzese Lynne Sneddon dell'Università di Edimburgo ha condotto delle ricerche su Oncorhynchus mykiss ed giunto alla conclusione che i pesci possiedono i nocicettori ed esibiscono dei comportamenti in risposta al dolore.
Questo lavoro è stato criticato dal professor James D. Rose dell'Università del Wyoming, che ha dichiarato che lo studio era difettoso. Il dottor Rose aveva pubblicato un suo studio un anno prima di Sneddon, sostenendo che i pesci non possono sentire dolore a causa della mancanza dell'appropriata neocorteccia nel cervello.
I Selaci, i Dipnoi e le lamprede (Petromyzontiformes) possiedono dei recettori sensoriali, gli elettrocettori, in grado di rilevare i campi elettrici. Gli elettrorecettori possono essere a forma di ampolla o di forma tubulare. I primi, detti ampolle di Lorenzini, possono essere considerati come una prosecuzione della linea laterale e sono riempiti da una sostanza gelatinosa che possiede una buona conducibilità elettrica. L'elettrorecezione viene usata per l'identificazione delle prede, per l'orientamento e per gli spostamenti.

#### Apparato respiratorio

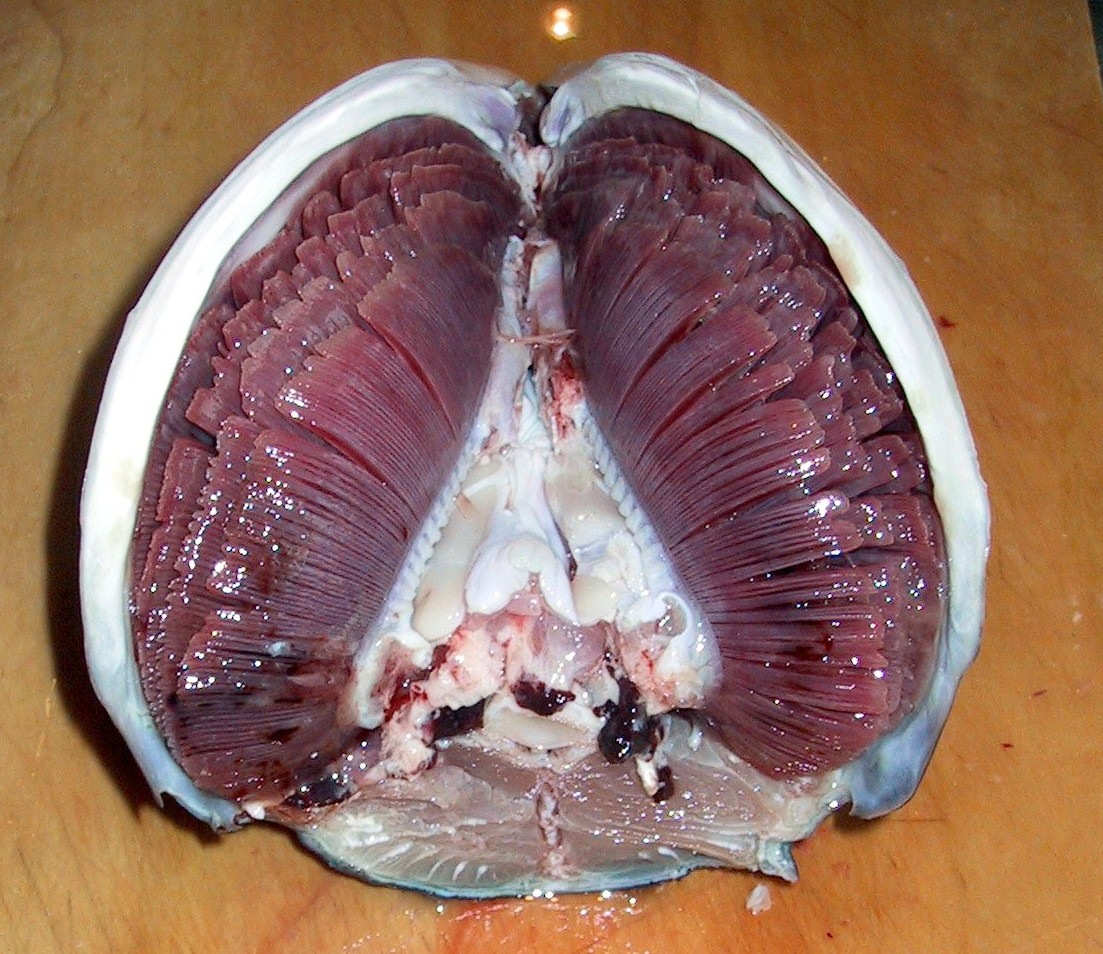
Branchie di tonno

La maggior parte dei pesci compie gli scambi gassosi attraverso branchie localizzate ai lati della faringe. I pesci cartilaginei possiedono da 4 a 7 aperture branchiali prive di opercolo, mentre i pesci ossei sono dotati di una sola apertura per lato coperta da un opercolo.
Le branchie sono costituite da strutture filamentose, fortemente vascolarizzate. Quando il pesce assume acqua ricca di ossigeno attraverso la bocca la fa passare attraverso le branchie a livello delle quali avviene l'assunzione dell'ossigeno e l'eliminazione dell'anidride carbonica. Nelle branchie la circolazione del sangue va in controcorrente rispetto a quella dell'acqua. Questo sistema consente ai pesci di assorbire una grande quantità di ossigeno disciolto.
Alcuni pesci sono in grado di respirare l'aria mediante diversi meccanismi.
La pelle delle anguille, come quella degli anfibi, è in grado di assorbire l'ossigeno; la cavità boccale dell'Electrophorus electricus può essere utilizzata per respirare aria; i pesci gatto delle famiglie Loricariidae, Callichthyidae e Scoloplacidae sono capaci di assorbire l'aria mediante il loro tratto digestivo.
I Dipnoi possiedono una coppia di polmoni simili a quelli dei tetrapodi e devono raggiungere la superficie dell'acqua per ingoiare aria attraverso la bocca ed eliminare l'aria respirata attraverso le branchie. I lepistoseidi presentano una vescica natatoria vascolarizzata che viene utilizzata come un polmone. Cobitidi e molti pesci gatto respirano facendo passare l'aria attraverso l'intestino. Molti pesci hanno sviluppato degli organi respiratori accessori utilizzati per estrarre l'ossigeno dall'aria. I pesci labirintici, come i gourami e i pesci combattenti hanno un organo, il labirinto, che svolge questa funzione. Pochi altri pesci presentano delle strutture che ricordano il labirinto. Tra questi vi sono le famiglie di pesci gatto Channidae, Osphronemidae e Clariidae.
La capacità di respirare aria è tipica di quei pesci che vivono in acque basse e a variabilità stagionale, dove la concentrazione dell'ossigeno può abbassarsi in certi periodi dell'anno. Quando questo avviene, i pesci che si affidano solo alla respirazione dell'ossigeno presente nell'acqua moriranno velocemente per asfissia, mentre quelli capaci di respirare aria possono sopravvivere per più tempo, in alcuni casi anche all'interno del fango. Alcuni casi estremi sono rappresentati dai pesci in grado di sopravvivere per settimane dopo che l'acqua si è asciugata del tutto, andando in estivazione e risvegliandosi con il ritorno dell'acqua.
Alcuni pesci, come i dipnoi africani, devono obbligatoriamente respirare aria periodicamente per sopravvivere e sono chiamati respiratori d'aria obbligati; altri, come l'Hypostomus plecostomus, respirano l'aria solo quando ne hanno realmente bisogno e sono detti respiratori d'aria facoltativi. La maggior parte dei pesci che respirano l'aria appartengono a questa categoria, poiché la respirazione aerea ha un costo energetico non indifferente per raggiungere la superficie dell'acqua e inoltre in questo modo i pesci si esporrebbero alla predazione da parte dei predatori della superficie.

#### Vescica natatoria
La vescica natatoria nasce nel corso dell'evoluzione per permettere a determinati organismi, quali vertebrati teleostei, movimenti lungo una colonna d'acqua. È un organo tipicamente appartenente all'anatomia dei pesci, formatosi tramite l'ingestione di una bolla d'aria e l'introflessione di una parte del tratto gastro-esofageo, che facilita i loro movimenti nell'elemento liquido.
Esistono due tipi diversi di vesciche natatorie: se la stessa risulta connessa al tratto gastro-esofageo il pesce sarà di tipo fisostomo, mentre se non risulta connessa sarà fisoclisto.

#### Apparato digerente
Nei pesci il cibo viene ingerito attraverso la bocca, e passando poi per l'esofago, e lo stomaco. Intervengono anche nella digestione enzimi provenienti da fegato e pancreas. Le sostanze nutritive vengono assorbite tramite l'intestino e le feci espulse tramite l'ano.

#### Apparato circolatorio
Nei pesci l'apparato circolatorio è chiuso e semplice. Il sangue è pompato da un cuore a due camere verso le branchie, da dove raggiunge l'intero corpo dell'animale per ritornare poi al cuore.
Il cuore è adiacente alla regione branchiale, racchiuso in un pericardio. Il sangue segue il percorso seno venoso, atrio, ventricolo, cono arterioso, aorta ventrale, cinque paia di archi branchiali afferente, capillari branchiali, quattro paia di archi branchiali efferenti, aorta dorsale, varie arterie. Dalla coda: vena caudale, vene portali ai reni e altre grandi vene che si dirigono verso i seni venosi, che si connettono al seno venoso del cuore. Dal tubo digerente: vena porta epatica, vene epatiche, seno venoso. La circolazione è unica, il sangue passa una sola volta in tutto il circuito attraverso il cuore, nel quale è sempre venoso, non ossigenato.

#### Sistema escretore
Come quasi tutti gli organismi acquatici, i pesci sono ammoniotelici, cioè eliminano le sostanze azotate di rifiuto sotto forma di ammoniaca. Alcune sostanze di rifiuto sono eliminate direttamente tramite le branchie, i reni hanno invece funzione prevalentemente osmoregolativa.
Da notare che i pesci marini tendono a perdere acqua per osmosi e dunque producono un'urina molto concentrata, mentre succede l'opposto nei pesci d'acqua dolce, che tendono ad assorbire acqua.
In quei pesci che migrano dal mare ai corsi d'acqua dolce i reni hanno dunque la capacità di adattarsi al cambiamento di salinità.

#### Apparato genitale
Le gonadi dei pesci sono costituite da testicoli ed ovari. Entrambi sono organi pari, di taglia simile e completamente o parzialmente fusi tra loro.
In alcune specie gli spermatogoni nei testicoli sono distribuiti per tutta la lunghezza dei tubuli seminiferi, mentre in altre si trovano solo nella porzione anteriore.
Negli ovari, le uova possono essere rilasciate all'interno della cavità celomatica, da dove poi raggiungeranno l'ovidotto, oppure vengono rilasciate direttamente al suo interno.

### Scheletro e muscolatura

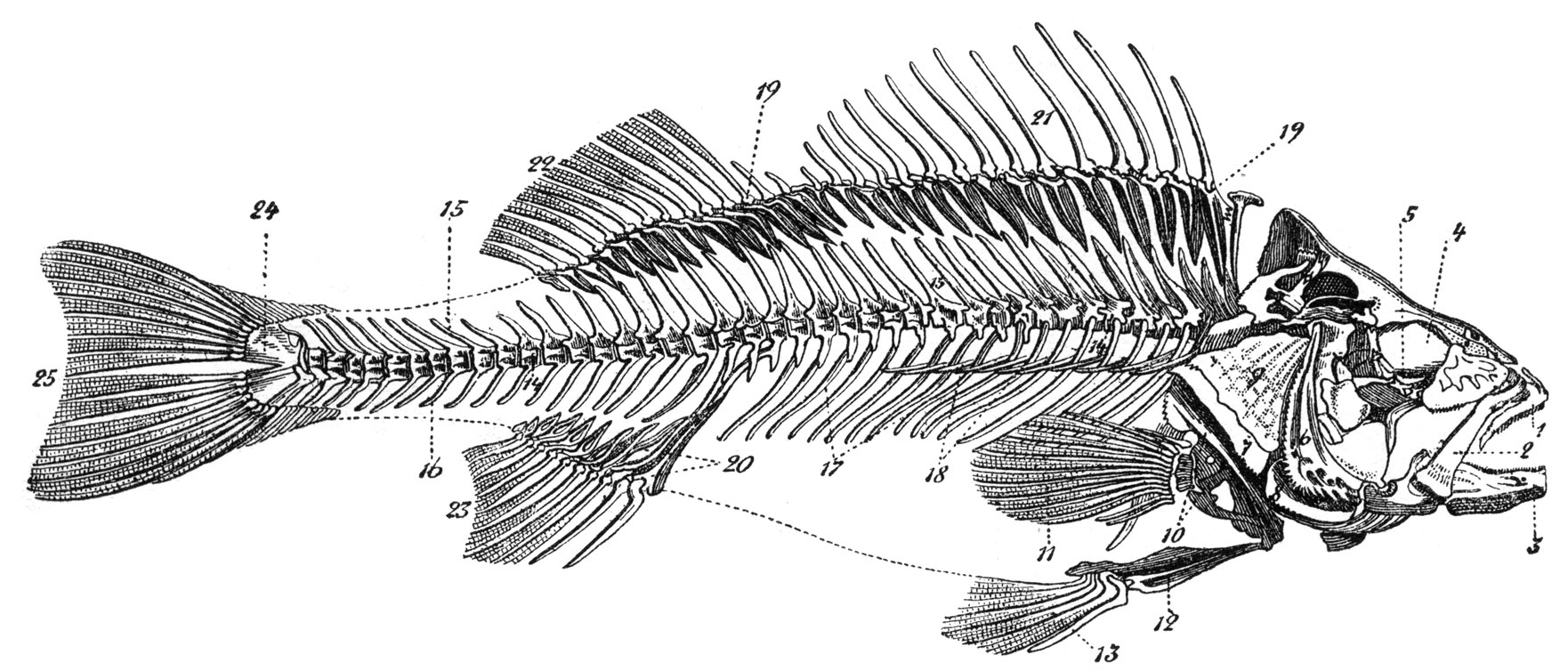
Lo scheletro di Perca fluviatilis.

Come gli altri vertebrati i pesci presentano un endoscheletro che può essere cartilagineo o osseo. Lo scheletro osseo consiste solitamente di un cranio, dotato di mascelle fornite di denti, di una colonna vertebrale, di costole e di ossa di varie forme che sostengono le pinne.
La maggior parte dei pesci si sposta contraendo alternativamente i muscoli inseriti ai lati della colonna vertebrale. Ogni massa muscolare è composta da una serie di segmenti detti miomeri. La loro contrazione produce un'ondulazione che spinge il pesce in avanti.
Le pinne sono utilizzate come stabilizzatori o per aumentare la velocità del nuoto.
I miomeri sono costituiti da due tipi di fibre muscolari, la fibra rossa e la fibra bianca. La prima, al contrario della fibra bianca, è ricca di mioglobina e di mitocondri ed è altamente vascolarizzata. La fibra rossa è adatta a lavorare in condizioni aerobie, si contrae lentamente ma sopporta bene la fatica; la fibra bianca lavora bene in condizioni anaerobie, si contrae più velocemente ma non è resistente alla fatica. Il rapporto tra le due fibre nei pesci varia a seconda del tipo di nuoto. I tonni, per esempio, che sono dei forti nuotatori, presentano alte percentuali di fibre rosse, mentre i pesci che vivono in prossimità del fondo e che compiono spostamenti brevi o scatti repentini presentano percentuali maggiori di fibre bianche.

### Sistema immunitario
Gli organi del sistema immunitario variano tra i differenti tipi di pesci. Negli Agnatha mancano dei veri e propri organi linfoidi, come timo e midollo osseo, ma questi pesci primitivi si affidano a regioni di tessuto linfoide presenti all'interno di altri organi per produrre le cellule dell'immunità. Per esempio, eritrociti, macrofagi e plasmacellule vengono prodotte dal rene anteriore, mentre alcune aree dell'intestino, dove maturano i granulociti, somigliano ad un midollo osseo primitivo.
Nei pesci cartilaginei sono presenti il timo e una milza ben sviluppata, che costituisce il principale organo dell'immunità, dove si sviluppano diversi linfociti, plasmacellule e macrofagi.
Gli Actinopterygii presentano una massa di tessuto associata alle meningi in cui si sviluppano i granulociti e il loro cuore è rivestito frequentemente da tessuto contenente linfociti, cellule reticolari ed un piccolo numero di macrofagi. Il rene di questi pesci è un importante organo emopoietico.
Il principale tessuto immune dei Teleostei è costituito dal rene, in cui vengono ospitate diverse cellule immuni. In più, i teleostei possiedono timo, milza e aree di tessuto immunitario sparse tra i tessuti delle mucose, come pelle, branchie, intestino e gonadi. Si ritiene che gli eritrociti, i neutrofili ed i granulociti dei teleostei risiedano nella milza, mentre i linfociti si trovano all'interno del timo. Questa divisione è molto simile a quella presente nel sistema immunitario dei mammiferi.
Recentemente è stato descritto in una specie di teleostei un sistema linfatico simile a quello dei mammiferi. Anche se non ancora confermato, si pensa che vi sia la presenza di linfonodi dove si accumulano i linfociti T immaturi prima di incontrare l'antigene.

## Biologia

### Riproduzione
La maggior parte dei pesci è ovipara, cioè si riproduce mediante uova che vengono fecondate e che si sviluppano all'esterno del corpo materno. Alcuni pesci abbandonano le uova casualmente, altri costruiscono un nido o le ricoprono di sedimenti. Solo poche specie adottano delle cure parentali proteggendo il nido o i giovani avannotti.
Alcuni pesci (in particolare Condroitti, come gli squali, ma anche alcuni Osteitti come i celacanti) presentano fecondazione interna e sono vivipari. Una piccola minoranza di pesci è ovovivipara.
La maggior parte delle specie di pesci presenta sessi separati, sono quindi presenti maschi e femmine.
Tra i Teleostei, però, alcune specie sono ermafrodite. Tra i serranidi soprattutto è presente l'ermafroditismo sincrono, in cui le gonadi maschili e femminili si sviluppano contemporaneamente e in casi rarissimi è possibile l'autofecondazione, mentre in altri pesci le gonadi si sviluppano in tempi successivi (ermafroditismo sequenziale) e avviene l'inversione sessuale. Se il pesce nasce maschio e si trasforma successivamente in femmina, si ha la proterandria, se avviene il contrario si ha la proteroginia. La proterandria è presente in circa 8 famiglie, tra cui sparidi e pomacentridi; la proteroginia è invece molto più diffusa, essendo presente in circa 14 famiglie, tra cui labridi e serranidi.
Alcuni pesci si riproducono in età avanzata, mentre altri sono in grado di accoppiarsi già dopo il primo anno di età. Alcune specie, come i salmoni del genere Oncorhynchus sono semelpare, cioè si riproducono solo una volta nel corso della loro vita, in genere alla fine del loro ciclo vitale. Altre invece sono iteropare, cioè sono in grado di riprodursi più volte.
I periodi riproduttivi variano in base alle aree geografiche in cui questi animali vivono. In Mediterraneo, la riproduzione avviene per la maggior parte delle specie in primavera ed in inverno, sebbene per alcune il periodo riproduttivo possa prolungarsi fino all'estate. Nelle zone tropicali la riproduzione avviene pressoché in tutte le stagioni. I periodi riproduttivi in genere seguono le variazioni stagionali della abbondanza di fitoplancton e zooplancton. In Mediterraneo, infatti, si ha una maggiore produzione di questi organismi in primavera ed in autunno, mentre ai tropici la presenza degli organismi planctonici è costante.
I pesci sono degli organismi ad accrescimento indeterminato, cioè la loro crescita non si arresta mai. Il tasso di accrescimento maggiore si ha prima che venga raggiunta la maturità sessuale. Una volta che si formano le gonadi, infatti, gran parte dell'energia viene utilizzata per la produzione dei gameti, rallentando considerevolmente il tasso di accrescimento.

### I pesci bevono?
Il corpo degli esseri viventi è composto da una certa percentuale d'acqua; così quello dei pesci, che vivono immersi in un fluido (l'acqua) in cui sono disciolti alcuni mg di sali minerali per litro. Secondo il fenomeno conosciuto come osmosi, quando due soluzioni con diversa concentrazione sono separate da una membrana semi-permeabile, il solvente della soluzione meno concentrata si sposta verso l'altra, tendendo così ad equilibrare la concentrazione delle due. Così avviene anche nel corpo dei pesci, poiché la pelle altro non è che una membrana semi-permeabile. Vivendo in tipi d'acqua diversi, però, i pesci d'acqua dolce e quelli d'acqua salata disporranno dell'acqua in modo diverso.
I pesci d'acqua salata vivono immersi in una soluzione a maggior concentrazione di quella presente nel loro corpo; a causa di ciò, sono soggetti a continua perdita di liquidi dalla pelle e soprattutto dalle branchie. Per rimpiazzare i fluidi persi devono bere molto: i reni filtreranno l'acqua salata e produrranno pochissima urina, molto concentrata, che permetterà l'espulsione del sale.
Viceversa, i pesci d'acqua dolce vivono immersi in una soluzione meno concentrata di quella corporea: non necessitano di bere poiché essa tende a penetrare nella pelle, diluendo i liquidi e costringendo i pesci ad espellere grandi quantità d'acqua tramite urine.

### Sonno
Anche i pesci dormono, ma il loro sonno può essere di due tipi diversi. Si ha il riposo vigile, che corrisponde a una specie di veglia dove il cervello viene fatto riposare ma i sensi sono attivi, e il sonno vero e proprio, inteso come sospensione delle attività.
Essendo privi di palpebre, non è possibile capire a prima vista lo stato di un pesce soprattutto se, come succede ad alcuni squali o altre specie pelagiche, questi continuano a nuotare per permettere il passaggio di acqua nelle branchie e quindi la respirazione.
In altre specie tuttavia il sonno è ben riconoscibile, come per alcune specie di pesci di barriera corallina, che di notte si avvolgono in uno spesso strato di muco (con la funzione di neutralizzare odori e sapori rendendoli invisibili ai predatori) da cui usciranno la mattina successiva; o come alcuni Cobitidi, che dormono appoggiati su di un fianco.
Non bisogna poi associare il buio e la notte con il sonno, poiché esistono tantissime specie notturne, soprattutto predatori, che riposano di giorno e di notte si aggirano tra i fondali o gli scogli per nutrirsi di pesci addormentati.

### Acque dolci, salate o salmastre
I pesci abitano tutte le acque presenti sul nostro pianeta; acque che vengono divise solitamente in dolci, salate e salmastre. La differenza sta nelle quantità di sali disciolti per litro. Nel corso del tempo i pesci si sono adattati ai vari ambienti, rispondendo alle regole biologiche e fisico-chimiche della natura.
Tuttavia esistono pesci che possono cambiare tipo di acqua durante la vita, da dolce a salata e viceversa, per motivi riproduttivi o alimentari, come i salmoni, le anguille e altri che, vivendo in acque lagunari, possono permettersi di spingersi nel mare o nei fiumi che sfociano in laguna (alcuni pesci palla ecc).

### Termoregolazione
La maggior parte dei pesci sono organismi ectotermi, non sono, cioè, in grado di regolare la loro temperatura corporea, che quindi è simile a quella dell'ambiente che li circonda.
Alcuni pesci, invece, sono omeotermi e quindi riescono a mantenere costante la loro temperatura corporea, che è indipendente da quella esterna. I teleostei omeotermici appartengono tutti alla famiglia Scombridae e includono pesci spada, marlin e tonni. Tra i condroitti, sono in grado di mantenere costante la temperatura corporea tutti gli appartenenti alle famiglie Lamnidae e Alopiidae. Pesci spada e marlin sono in grado di riscaldare solo gli occhi e il cervello, mentre tonni e grandi squali riescono a mantenere la temperatura corporea fino a circa 20 °C più elevata rispetto a quella dell'acqua. L'endotermia viene mantenuta mediante il trattenimento dal calore generato dai muscoli durante il nuoto e permette a questi pesci di accrescere la forza contrattile dei muscoli, di aumentare la velocità di elaborazione del sistema centrale e di aumentare la velocità della digestione.

## Etologia

### Comunicazione

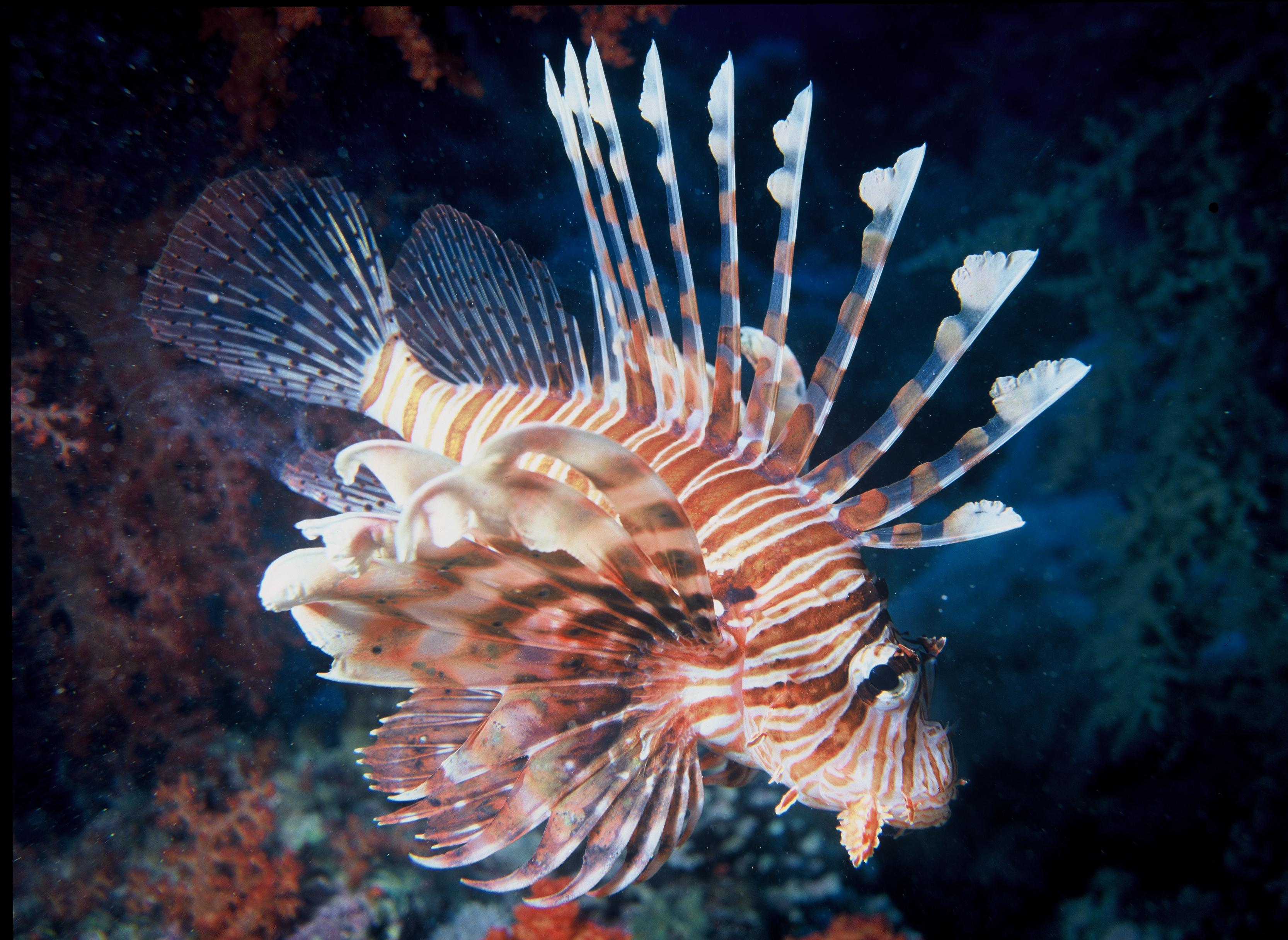
Tutti i pesci della barriera corallina si tengono lontano dalle specie velenose del genere Pterois

#### Suoni
In un mondo dove i suoni sono fortemente attutiti, sono ben pochi i pesci capaci di emetterne: le specie che ci riescono hanno modificato parti del corpo (vescica natatoria, alcune ossa, raggi delle pinne) che, opportunamente mosse, creano brontolii cupi o scatti improvvisi.

#### Colorazione
Le specie che non necessitano di forme e colorazioni (livrea) mimetiche presentano invece colori vivaci e particolari, atti anche a comunicare particolari condizioni. Questa caratteristica, conosciuta come aposematismo e comune ad altre classi animali, ha fatto sì che i pesci velenosi, con carni dal sapore sgradevole o dotati di particolari sistemi di difesa (spine, denti, aculei) siano vivacemente colorati, in modo da segnalare immediatamente ad eventuali predatori la loro pericolosità. Sono segnalati anche alcuni casi di specie innocue che imitano specie pericolose, o viceversa.
Altro caso è il dimorfismo sessuale, accentuato soprattutto nel periodo riproduttivo, quando i maschi assumono colorazione più vivace per meglio impressionare le femmine prima dell'accoppiamento.

#### Linguaggio del corpo
Fondamentale è anche il linguaggio del corpo, solitamente universale per tutti i pesci, anche se esistono diverse eccezioni: viene usato per stabilire i rapporti gerarchici tra i conspecifici o tra specie diverse che hanno interessi comuni (cibo, sopravvivenza, territorio). Solitamente l'esemplare dominante o in atteggiamento aggressivo dispiega le pinne e a volte anche le branchie, con fare minaccioso. L'individuo subordinato abbassa le pinne sul corpo e a volte affievolisce la vivacità della livrea: un comportamento affine al pesce che ha problemi di salute.

Alcune specie inoltre possono cambiare livrea con i vari stati d'animo.

### Comportamento
Nonostante l'immaginario comune attribuisca ai pesci un sistema cognitivo relativamente semplice e poco plastico ai cambiamenti dell'ambiente, alcune recenti ricerche documentano invece come, alla base del loro comportamento, vi sia un meccanismo comune ad altri vertebrati terrestri.
È noto ad esempio come alcune funzioni cognitive quali la vigilanza da un predatore o l'osservazione di un conspecifico vengano elaborate prevalentemente da porzioni differenti del sistema nervoso dei teleostei, in maniera analoga a quanto si osserva nell'uomo per altre funzioni, dove le aree cerebrali del linguaggio sono localizzate prevalentemente a sinistra mentre le abilità visuo-spaziali si collocano maggiormente nell'emisfero destro.

### Intelligenza
I pesci sembrano essere in grado di risolvere anche problemi in apparenza molto complessi per il sistema nervoso di cui dispongono: una ricerca pubblicata su Animal Cognition (Agrillo et al., 2007) documenta ad esempio come, alla base delle scelte sociali verso gruppi di conspecifici di diversa numerosità, vi sia l'applicazione di abilità numeriche spontanee simili a quelle osservate anche in altri animali come uccelli, ratti e scimmie.
Sembra in sostanza che i pesci dispongano di un sistema rudimentale di calcolo matematico che permetta loro di distinguere quali tra due gruppi presentati sia il più numeroso.

### Convivenze particolari

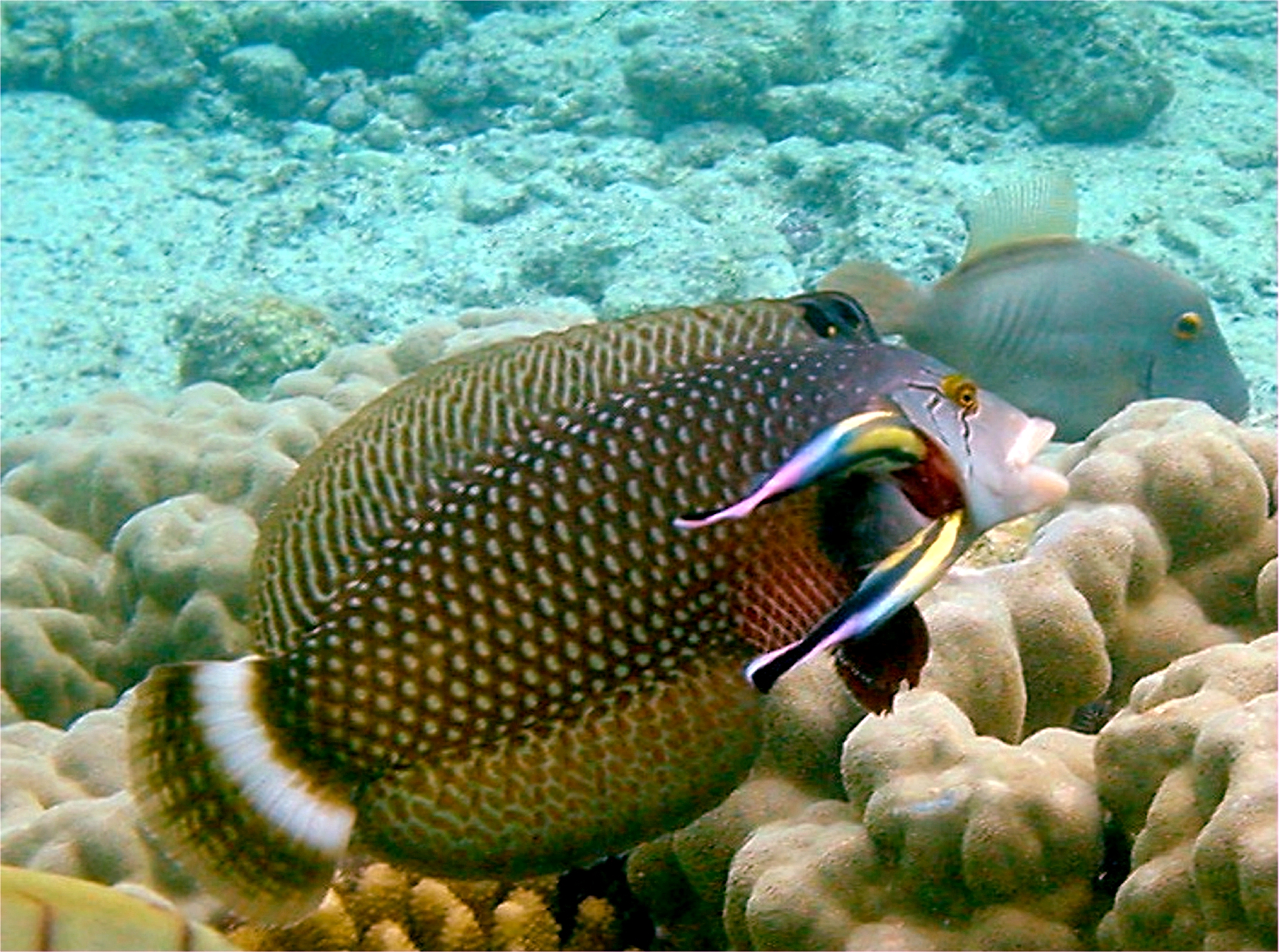
Due Labroides phthirophagus puliscono le branchie ad un labride

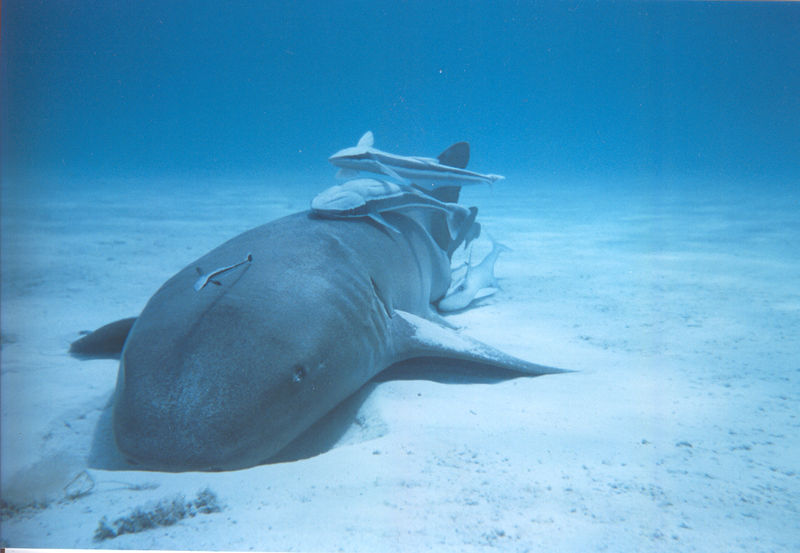
Remore e uno squalo nutrice.

Sono numerosissimi i casi che vedono pesci convivere con disparate specie animali potenzialmente pericolose (perché predatori) o con particolari batteri che li rendono bioluminescenti. Spesso si tratta di mutualismo, ma esistono anche casi di parassitismo, seppure imperfetto.

Solo per citare alcuni esempi, è il caso di numerose specie che si nascondono tra i tentacoli delle meduse e dei famosi pesci pagliaccio (Amphiprioninae) che vivono tra i tentacoli urticanti degli anemoni marini senza esserne vittime, per merito di un particolare muco secreto dalla pelle che non attiva le temibili nematocisti degli anemoni.
Particolarmente interessante e studiato è il comportamento di un piccolo gruppo di pesci del genere Labroides (Labridae), la cui specie più conosciuta è Labroides dimidiatus che, nutrendosi di piccoli crostacei e vermi che parassitano comunemente molti pesci, sono dei graditissimi abitanti della barriera corallina, al punto che nei pressi delle loro tane si formano delle vere e proprie stazioni di sosta dove molti pesci attendono con pazienza di essere "ripuliti", lasciando pascolare questi pesciolini neroazzurri perfino tra le branchie e i denti. Una mansuetudine stimolata da una particolare danza che il piccolo pulitore esegue per essere riconosciuto. Una così inconsueta fiducia non poteva che essere sfruttata: esiste un piccolo blennide (Aspidontus taeniatus) assai simile nell'aspetto al labride ma con una voracità ben maggiore che, dopo aver danzato in modo simile al pulitore si avvicina al pesce fermo alla stazione di pulitura e lo morde velocemente, fuggendo con un pezzo di carne o di branchia.
Anche se non si tratta di vero mutualismo, molto conosciuti e studiati sono i rapporti che i pesci pilota e le remore instaurano con i loro "compagni di viaggio": questi pesci infatti sfruttano la protezione di grandi predatori (squali, razze, mante, tartarughe e cetacei) nuotando loro vicino o addirittura adesi ad essi, cibandosi degli avanzi dei loro pasti.

### Aggregazioni e banchi

Banco di aringhe (Clupea harengus)

Alcuni pesci conducono una vita solitaria, mentre altri vivono insieme ad altri esemplari della stessa specie. In questo caso si possono formare aggregazioni o banchi.
Un'aggregazione (o shoal) si forma quando gruppi di pesci si riuniscono in risposta a stimoli esterni, quali la presenza di cibo o l'attrazione verso una fonte luminosa. Nell'aggregazione ogni pesce non mantiene una distanza precisa da un altro pesce e la velocità di nuoto varia da pesce a pesce. Ben diverso è il caso della formazione del banco (school), in cui ogni pesce è in grado di mantenere una distanza fissa dagli altri pesci e i cambiamenti di velocità e direzione di nuoto sono sincronizzati: il banco si muove come se fosse un singolo organismo. La posizione relativa di ogni pesce all'interno del banco è mantenuta mediante la vista e la linea laterale; in particolare, ogni pesce non fa altro che seguire il pesce a lui più vicino; questo è sufficiente perché, nel complesso, il movimento risulti ordinato e si costituisca un banco. Sono circa 10 000 le specie di pesci capaci di formare banchi, almeno in uno stadio della loro vita. Gli esempi più comuni di pesci che vivono in banchi sono le sardine (Sardina pilchardus), le acciughe (Engraulidae) e le aringhe (Clupea harengus).
Per le prede, il banco rende meno individuabili i singoli individui e confonde i predatori effettuando dei movimenti evasisi, come aprirsi a ventaglio o a fontana, per poi richiudersi alle spalle del predatore; per i predatori, cacciare in banco facilita la ricerca del cibo e permette di circondare le prede e condizionarne i movimenti.
Alcune specie formano aggregazioni o banchi durante i periodi riproduttivi, affinché vi sia una maggiore probabilità che i gameti rilasciati in acqua possano incontrarsi.

### Migrazioni
Molte specie di pesci compiono delle migrazioni a scopo riproduttivo, alimentare o per l'accrescimento. Alcune specie compiono dei piccoli spostamenti, mentre altre come il tonno (Thunnus sp.) compie dei vasti spostamenti oceanici.
Uno dei principali motivi che spinge i pesci a migrare è la dispersione delle larve. Queste, una volta schiuse le uova, vengono spinte dalle correnti verso aree riparate, dette aree di nursery, in cui ricevono nutrimento e protezione dai predatori. I pesci quindi si spostano per riprodursi in aree in cui sono presenti delle correnti locali che assicurino che le larve vengano trasportate nelle giuste aree di nursery. Qui gli avannotti si accrescono velocemente e raggiunte le dimensioni adeguate effettuano una contromigrazione verso il mare aperto.
Alcune specie sono in grado di compiere delle migrazioni dal mare verso i fiumi e viceversa. Le specie che si spostano per riprodursi dai fiumi al mare, come le anguille, sono dette catadrome; quelle che compiono la migrazione dal mare al fiume, come i salmoni, sono dette anadrome.
I tonni rossi (Thunnus thynnus) compiono delle migrazioni attraverso l'oceano Atlantico riuscendo a percorrere anche 9000 km in circa 4 mesi. Questa specie presenta due sottopopolazioni, una che vive lungo le coste del sud e del nord America e che si riproduce nelle acque del Messico, mentre l'altra vive lungo le coste atlantiche che vanno dal Marocco alla Norvegia e si riproduce in Mediterraneo. Qui i tonni entrano attraverso lo stretto di Gibilterra, seguono le principali correnti e si riproducono. Una volta terminato l'accoppiamento, alcuni tonni restano in Mediterraneo, mentre la maggior parte di essi torna nell'oceano. I piccoli tonni si accrescono velocemente, raggiungono la maturità sessuale a circa 3 anni, si spostano all'interno del Mediterraneo e dopo circa 7-8 anni tornano anch'essi nell'oceano.

### Strategie alimentari
Tra i pesci esistono specie erbivore, carnivore, necrofaghe e onnivore.
Tra gli erbivori vi sono specie filtratrici, che si nutrono di fitoplancton che filtrano attraverso delle strutture presenti nelle branchie, dette branchiospine. I raschiatori si nutrono delle alghe epifite e di quelle incrostanti, mentre i brucatori si nutrono direttamente di alghe e di fanerogame.
I carnivori utilizzano diversi sistemi di caccia. I planctofagi filtrano l'acqua con le branchie per nutrirsi di zooplancton e di altri piccoli organismi; i cacciatori all'agguato si mimetizzano sul fondo e aspettato che le prede si avvicinino ad essi; i cacciatori all'inseguimento sono forti nuotatori e cacciano attivamente le loro prede; i cacciatori all'aspetto cacciano le loro prede restando nascosti all'interno di anfratti e altri nascondigli; i bentofagi si nutrono di specie che vivono su e dentro i fondali; i trituratori possiedono dei denti adatti a rompere l'esoscheletro di crostacei, coralli ed echinodermi.
Alcuni come il pesce arciere (Toxotes jaculatrix) o l'arowana (Osteoglossum bicirrhosum) cacciano insetti fuori dall'acqua, il primo prendendo la mira e poi lanciano un getto d'acqua sulla vittima per farla cadere in acqua, l'altro saltando fuori per catturare la preda.
I necrofagi si nutrono di animali morti o feriti e ricercano le loro prede affidandosi alla ricezione di stimoli olfattivi, chimici o pressori.
Gli onnivori non hanno una dieta ben definita e si nutrono di tutto ciò che è commestibile, animale o vegetale che sia.

## I pesci e l'uomo

### Fonte per l'alimentazione umana

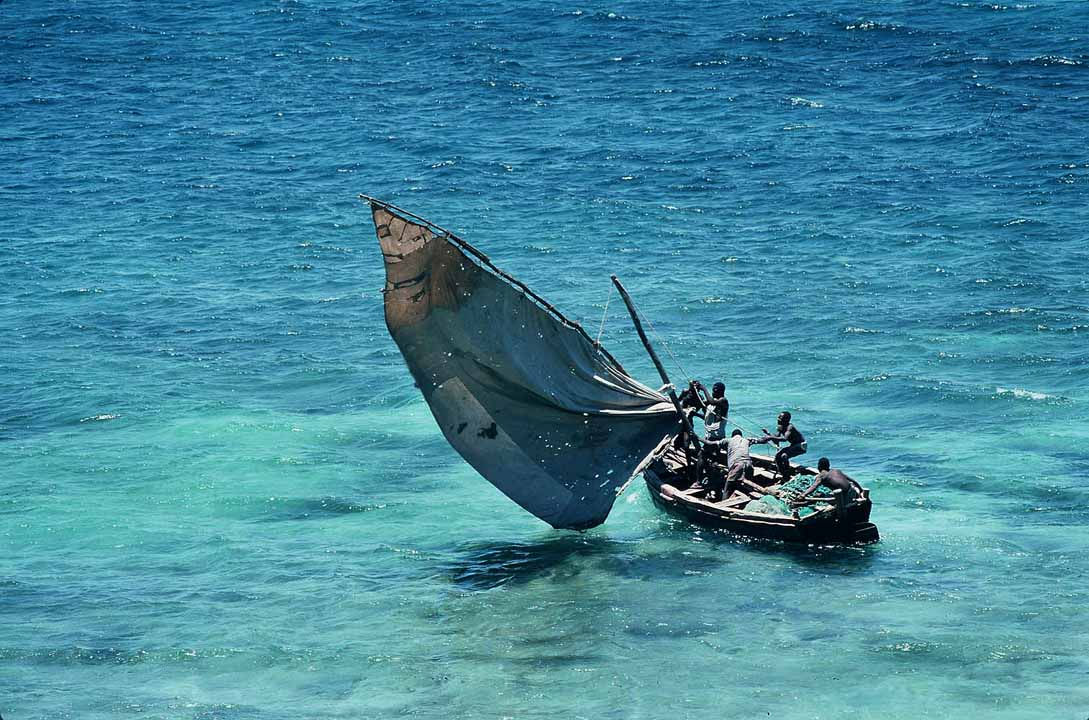
Pescatori in Mozambico

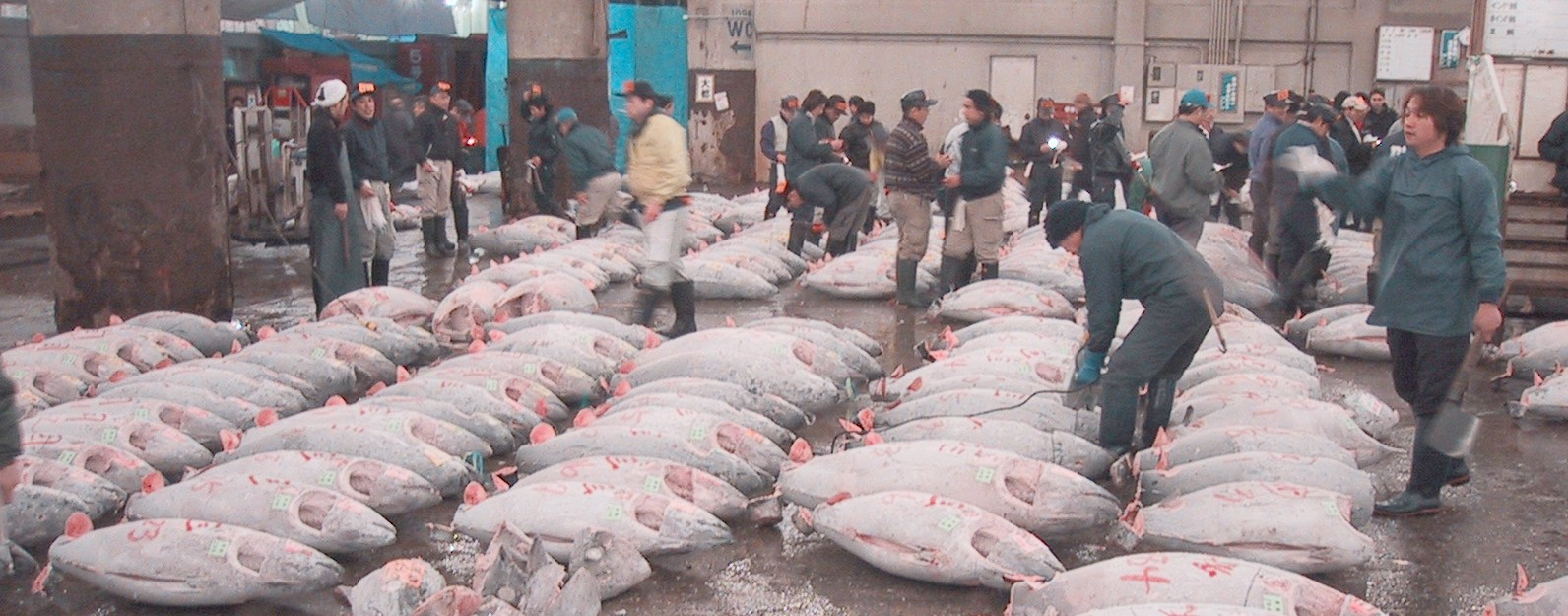
Tonni mediterranei al mercato Tsukiji a Tokyo

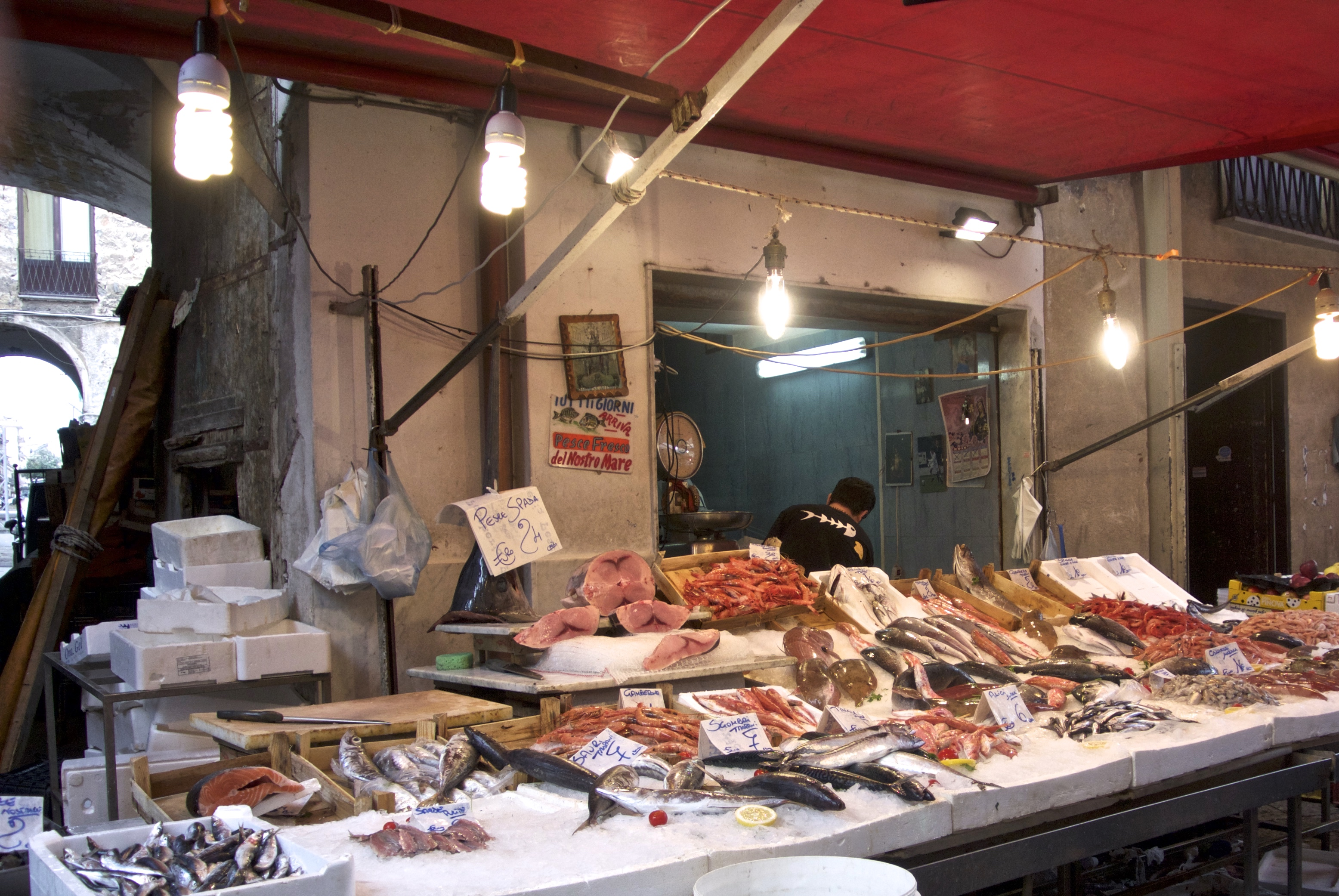
Pesce in vendita al mercato del Capo a Palermo

Fin dagli albori dell'umanità, il pesce ha rappresentato un'importante e soprattutto variabilissima fonte di cibo. La presenza di pesce facilmente catturabile è stato inoltre uno dei motivi per cui i primi insediamenti umani sono nati nelle immediate vicinanze di mari o corsi d'acqua.
Il pesce è infatti un alimento con proteine ad alto valore biologico, i cui grassi sono in buona parte costituiti da grassi poli-insaturi (fra cui gli omega-3) e inoltre costituiscono anche una fonte di vitamine e sali minerali.
Nel corso del tempo l'uomo ha imparato a sfruttare al meglio i prodotti ittici e proprio nell'ultimo secolo si sono sviluppate politiche di pesca atte da una parte ad aumentare la quantità del pescato e dall'altra a preservare pesci troppo giovani e rispettare i tempi di riproduzione.
Tuttavia miliardi di esseri umani che dipendono dal mare concorrono in percentuale altissima all'impoverimento e al rischio di estinzione di molte specie. In soli 100 anni l'impoverimento dei mari e dei fiumi è stato altissimo, e solo negli ultimi decenni si è arrivati a capire l'importanza della biodiversità acquatica, istituendo riserve di pesca, incentivando l'acquacoltura e proibendo l'uso delle reti a strascico se non per particolari prodotti ittici.
Ancora oggi è l'Oriente e in particolar modo il Giappone a dover dipendere dalle specie marine nella quasi totalità della dieta alimentare, consumato principalmente crudo (sushi e sashimi).
Visitando il mercato del pesce più grande del mondo, lo Tsukiji a Tokyo, ci si rende conto di come l'uomo sfrutta ormai le acque al di sopra delle loro possibilità.
In questo mercato infatti sono presenti più di 10 000 specie commestibili di pesci e molluschi, che giungono ormai da tutte le aree più pescose del mondo il pesce più quotato è il tonno del Mediterraneo, ricercato e stimato dai grossisti giapponesi per le qualità delle carni. A volte sono presenti prodotti il cui reale bisogno alimentare è messo in discussione dal mondo occidentale, come le pinne di squalo, cetacei (mammiferi, ma pur sempre a rischio di estinzione) e il pesce palla (fugu), peraltro mortale se non trattato a dovere a causa della presenza della neurotossina tetradotossina in alcuni suoi organi.
Il pesce viene anche allevato dall'uomo tramite la piscicoltura; essi vengono allevati in un bacino d'acqua recintato, appena il pesce raggiunge la dimensione perfetta viene raccolto con una rete, questa pratica produce il 50% del pesce venduto dell'uomo

### Ecologia e pericoli

#### Stato di conservazione
A tutto il 2007, la Red list dell'IUCN annovera 1 201 specie di pesci minacciate di estinzione, circa il 4% di tutte le specie descritte. Tra queste specie vi sono il merluzzo (Gadus morhua), il Cyprinodon diabolis, il celacanto (Latimeria chalumnae) e il grande squalo bianco (Carcharodon carcharias).
Poiché vivono sott'acqua, i pesci sono molto più difficili da studiare rispetto agli animali ed alle piante terrestri e le informazioni sulle popolazioni ittiche sono piuttosto carenti. Ad ogni modo, sembra che le specie di acqua dolce siano maggiormente minacciate poiché esse vivono spesso in aree relativamente piccole. Un esempio è dato dal Cyprinodon diabolis, che vive in un'unica pozza di soli 20 m².

#### Principali minacce

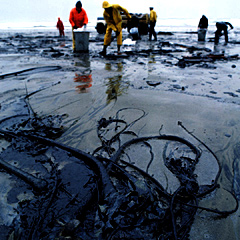
Petrolio su una spiaggia

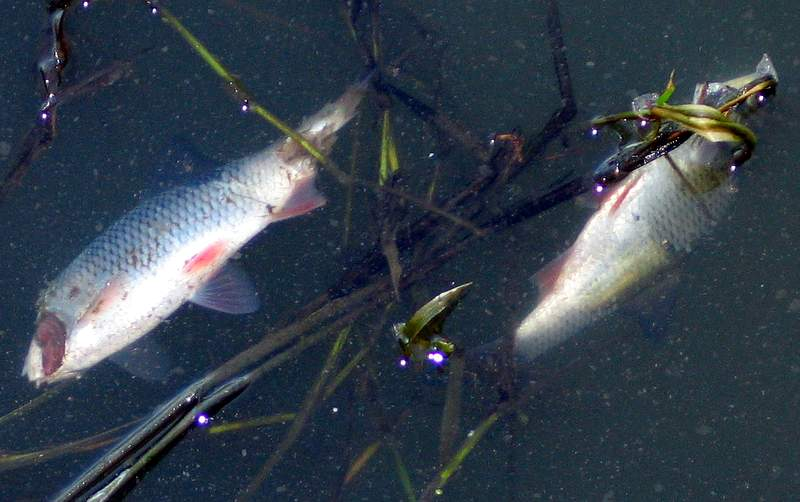
Pesci morti in Germania

Il sovradimensionamento delle flotte pescherecce moderne causato dalla mancanza di adeguate strategie politiche di programmazione e di tutela della sostenibilità ecologica della pesca industriale ha causato un impoverimento quantitativo del pesce in tutti i mari. La pesca intensiva moderna ha già causato in alcuni casi il collasso di stock ittici, che di conseguenza non sono in grado di riprodursi tanto velocemente da rimpiazzare gli esemplari sottratti. Si viene a creare così un'estinzione commerciale, che non significa l'estinzione della specie ma il fatto che gli stock ittici non sono più in grado di sostenere una pesca economicamente vantaggiosa, inoltre sotto un certo livello di rarefazione per l'Effetto Allee gli stock possono anche non riprendersi più.
Un'altra minaccia alle popolazioni ittiche viene dall'inquinamento delle acque. Nel corso dell'ultimo secolo l'industrializzazione, l'aumento della popolazione e di conseguenza l'aumento di scarichi di vario tipo nelle acque ha creato forti disagi tra i pesci che se nel migliore dei casi abbandonano il corso o lo specchio d'acqua, nel peggiore vengono uccisi velocemente da sostanze velenose o cancerogene. Ciò comporta anche il rischio di avvelenare l'intero ecosistema e di vedere in alcuni casi morire l'intero corso d'acqua per eutrofizzazione.
Meno comuni ma terribilmente disastrose sono le perdite di petrolio in mare dovute ad incidenti alle petroliere o agli oleodotti. Il petrolio tende a ricoprire la superficie prima e il fondo poi, soffocando con una pesante e tossica coltre nera pesci, uccelli e vegetali.
In caso di incidenti come questi solo dopo decenni la vita riprende rigogliosa, spesso contando alcune assenze tra le specie e creando così disequilibri nelle catene alimentari.
In molti paesi tropicali inoltre ha luogo la pesca indiscriminata per l'acquariofilia, principalmente per le specie che non si riproducono in cattività o per le quali l'allevamento è meno conveniente della cattura. Se nelle acque dolci il problema è meno sentito, lungo le barriere coralline esso è visibile, in quanto molti pescatori locali usano spruzzare una soluzione di cianuro per stordire i pesci e catturarli. Oltre a rischiare la vita del pesce spesso vengono uccisi i polipi dei coralli che si trovano nelle immediate vicinanze.
Anche l'introduzione di specie aliene costituisce un pericolo per le specie ittiche. Uno dei casi meglio studiati e tra i più dannosi è l'introduzione nel Lago Vittoria in Africa del persico del Nilo (Lates niloticus). Questo predatore è stato in parte inserito volontariamente nel lago, per sostenere la pesca delle popolazioni locali. Alcuni esemplari, comunque, sono sfuggiti dagli stagni in cui venivano allevati per motivi di studio. Il persico ha praticamente eliminato tutte le popolazioni di ciclidi endemiche ed esclusive del lago Vittoria, causando danni sia all'ecosistema, sia alle popolazioni umane: dopo l'introduzione della specie, infatti, si osservò un calo di circa l'80% del pescato. Inoltre, il persico eliminò i predatori naturali di un mollusco che costituisce uno degli ospiti intermedi dei platelminti responsabili della schistosomiasi, una malattia mortale per l'uomo se non curata in tempo.
Tra i pericoli naturali dei pesci si possono annoverare molti casi di parassitosi da parte di crostacei, molluschi e vermi. Il detto popolare Sano come un pesce ha ben poco di vero: i pesci sono soggetti a molte malattie, tanto quanto tutte le altre classi di animali e vegetali, tuttavia in natura è difficile osservare pesci gravemente ammalati, in quanto la selezione naturale fa sì che questi spesso vengano eliminati dai predatori.

### I pesci nella cultura, nell'arte e nella religione
Presente nella dieta umana dalla Preistoria, il pesce è rappresentato in tutte le civiltà del bacino mediterraneo assieme agli altri alimenti offerti dalla natura. Appaiono, secoli dopo, anche negli affreschi tombali egizi come nei mosaici romani di età imperiale, alimento ma anche simbolo di fertilità.
L'avvento del Cristianesimo concorre ad attribuire al pesce un significato mistico: Gesù cerca i Suoi discepoli tra i pescatori, dice loro "Vi farò pescatori di uomini" e compie il miracolo dei pani e dei pesci.
Durante le persecuzioni i primi cristiani idearono un acronimo con la semplificazione della parola greca Ἰχθύς- ichthys (pesce): Ἰησοῦς Χριστός, Θεοῦ Υἱός, Σωτήρ- Iesous Christós Theou Yiós Sotèr, ICHTHYS appunto, cioè Gesù Cristo Figlio di Dio Salvatore e usarono questa sigla o solo l'immagine del pesce per indicare i primi luoghi di culto o addirittura i cristiani stessi.
Durante i secoli successivi il pesce venne raffigurato assieme ai discepoli, ma l'arte fiamminga inserì i pesci e gli altri prodotti del mare nelle splendide e dettagliate nature morte che contraddistinsero i pittori nordici dal XV secolo. Nell'arte moderna e contemporanea il pesce è un soggetto sporadico.
L'arte orientale (cinese e giapponese soprattutto), così sensibile alle bellezze della natura, negli ultimi quattro secoli ha prodotto tavole e oggetti di scultura di raffinata fattura in parallelo all'"arte" della selezione di varietà di pesci rossi e carpe koi dalle livree incantevoli, oggetto di vanità tra i nobili del tempo.

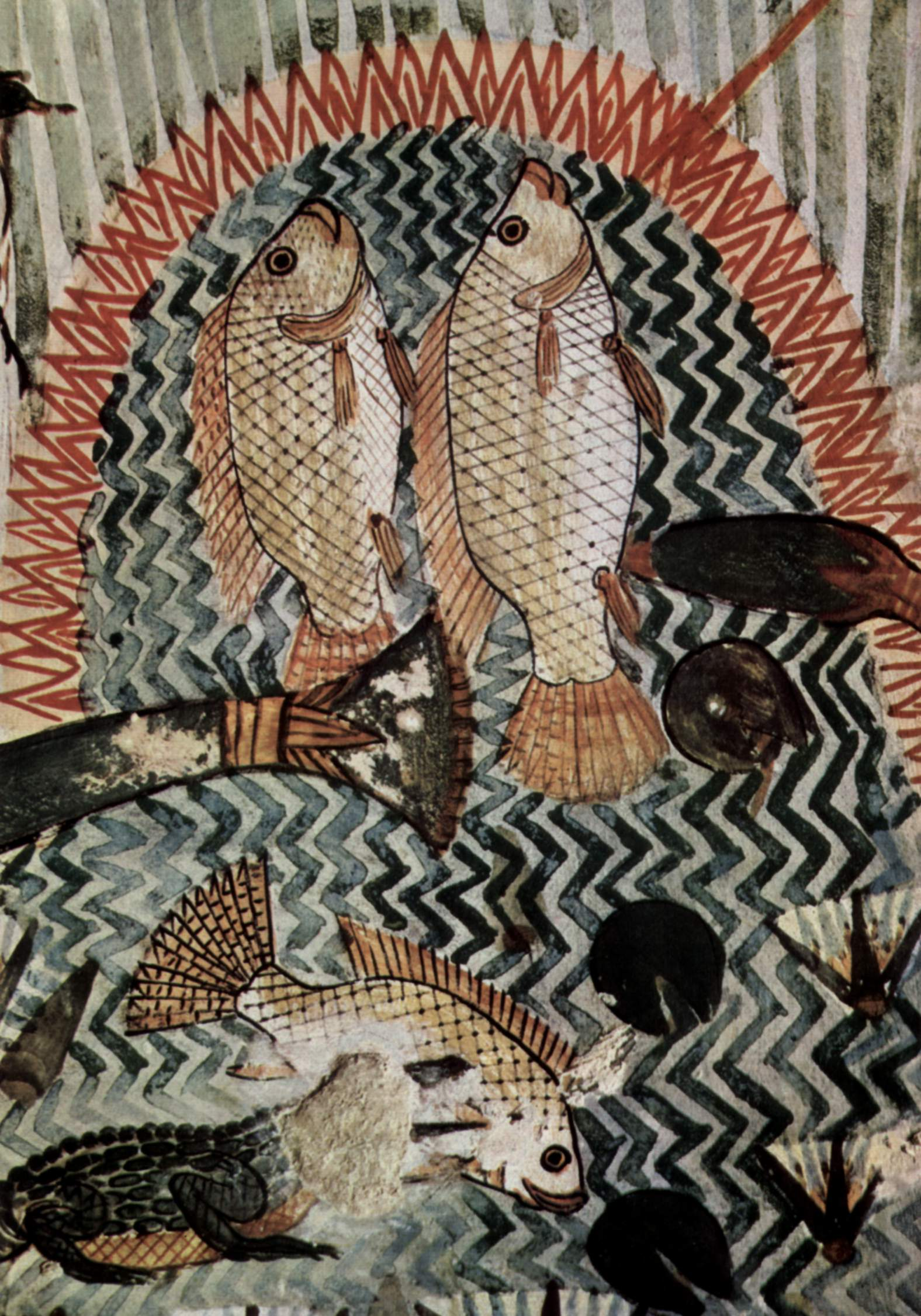
Tebe, affresco egizio
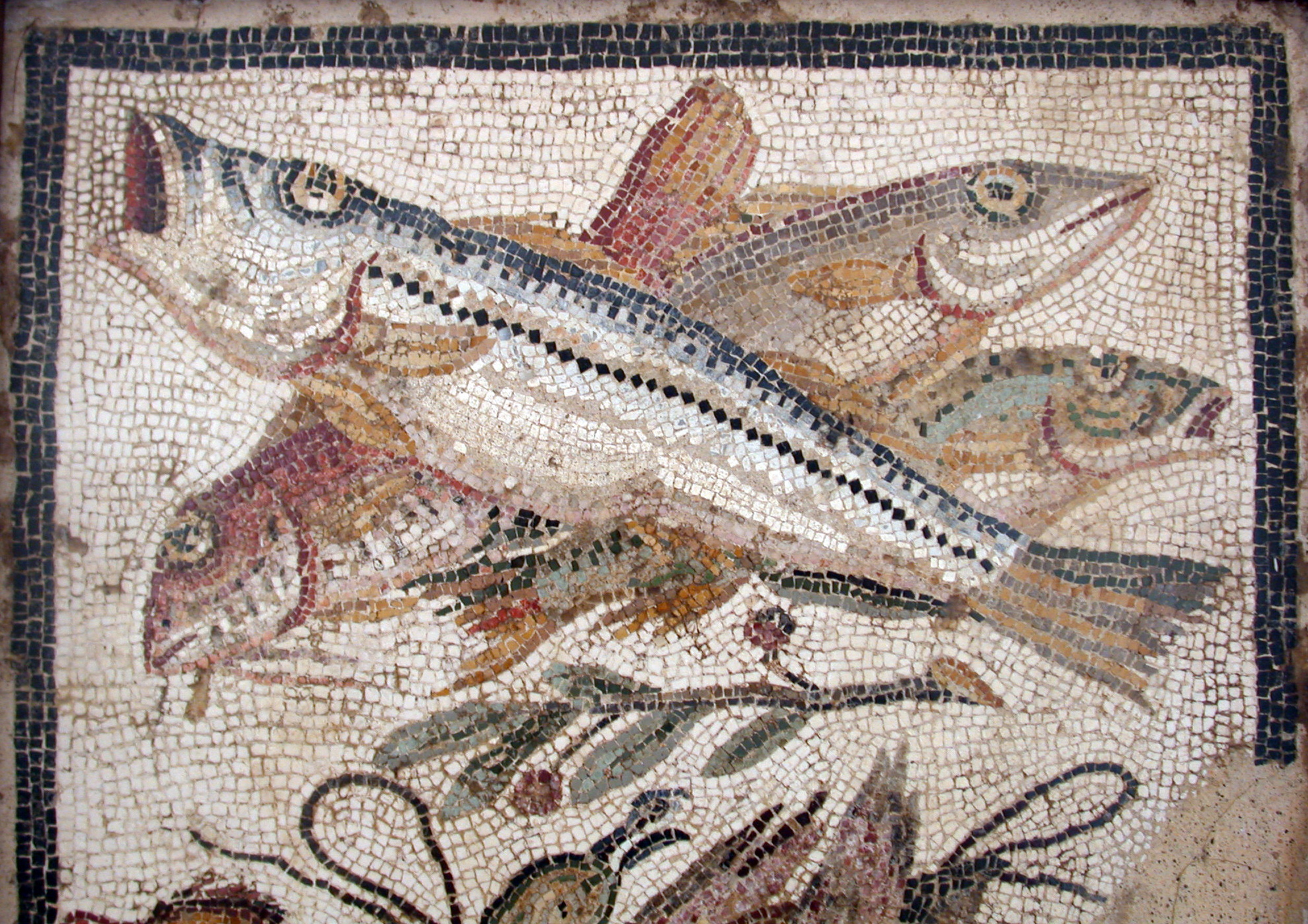
Mosaico a Pompei
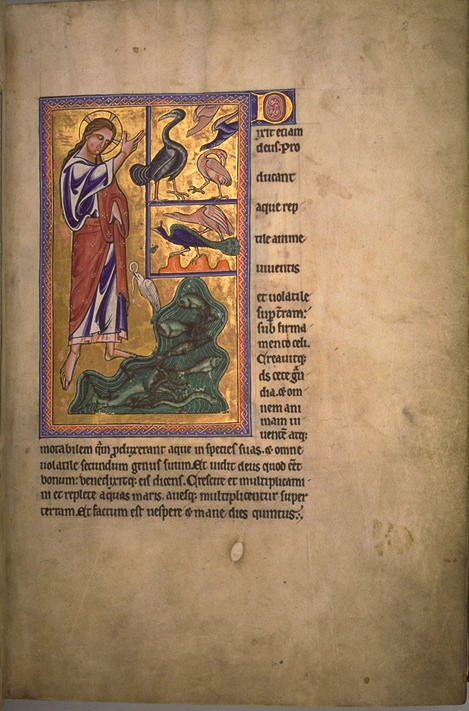
Bestiaro medievale di Aberdeen
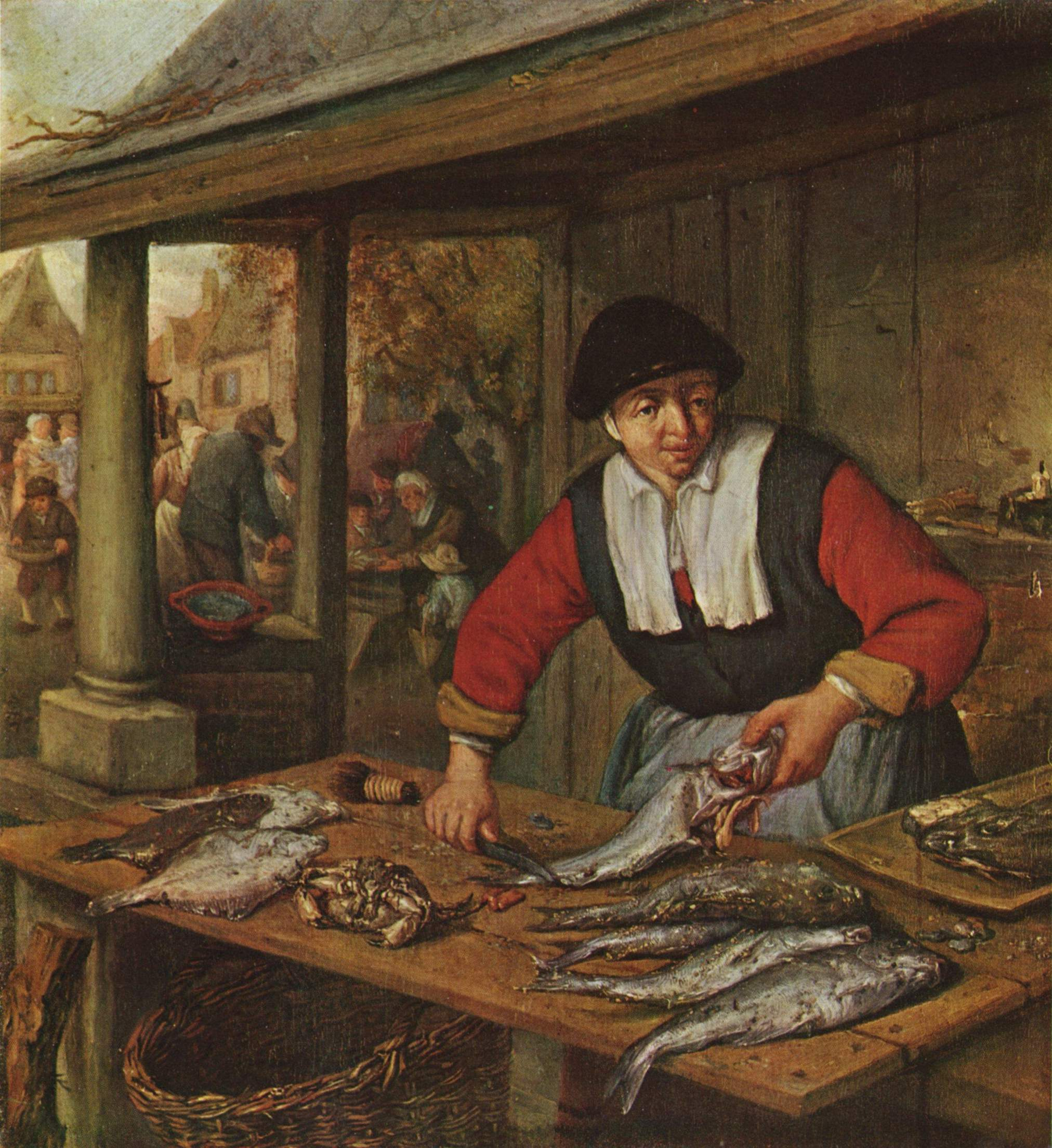
Adriaen van Ostade, XVII secolo
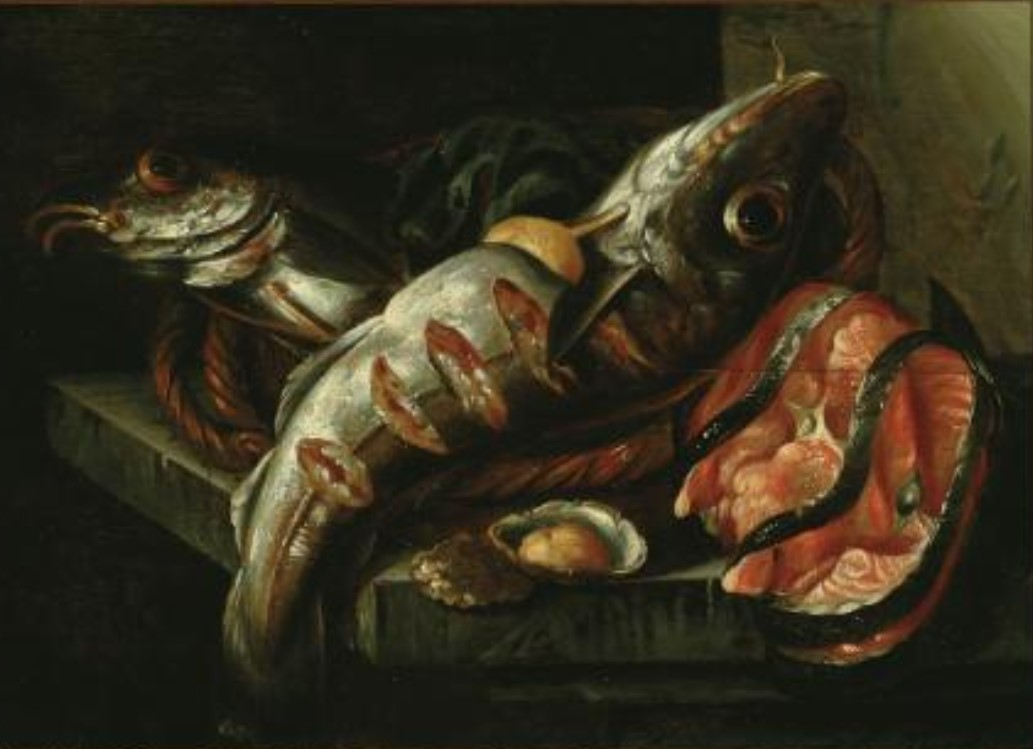
Natura morta di Isaac van Duynen, c. 1650
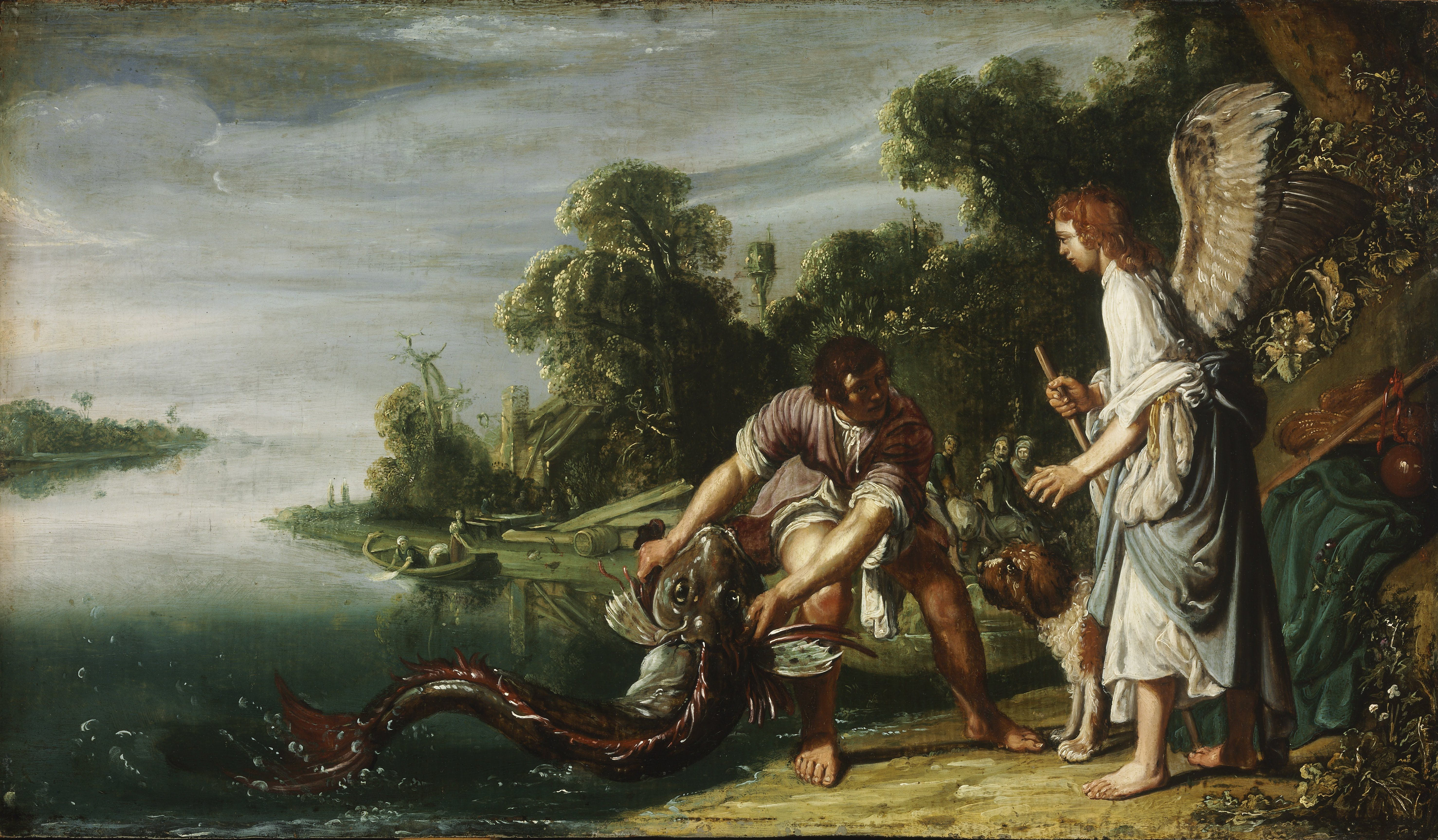
Pieter Pietersz, L'angelo e Tobia, 1625
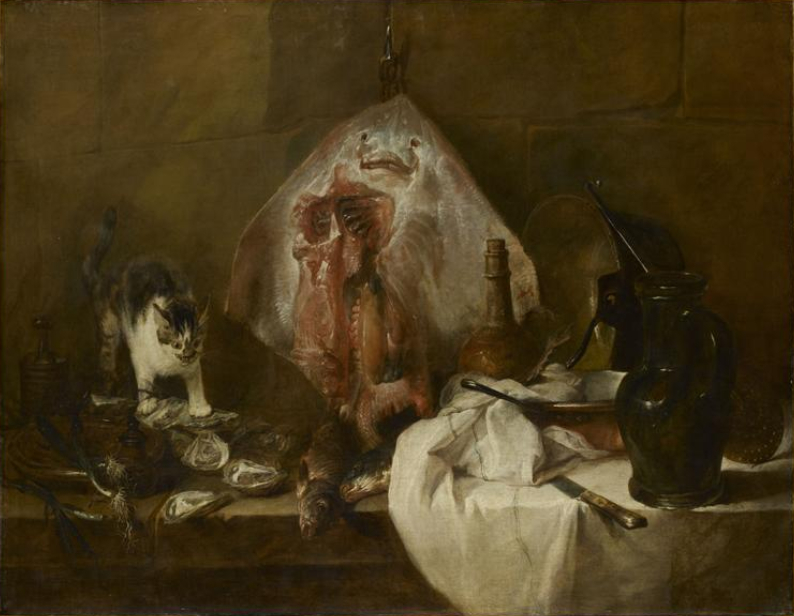
Jean-Baptiste Siméon Chardin, XVIII secolo
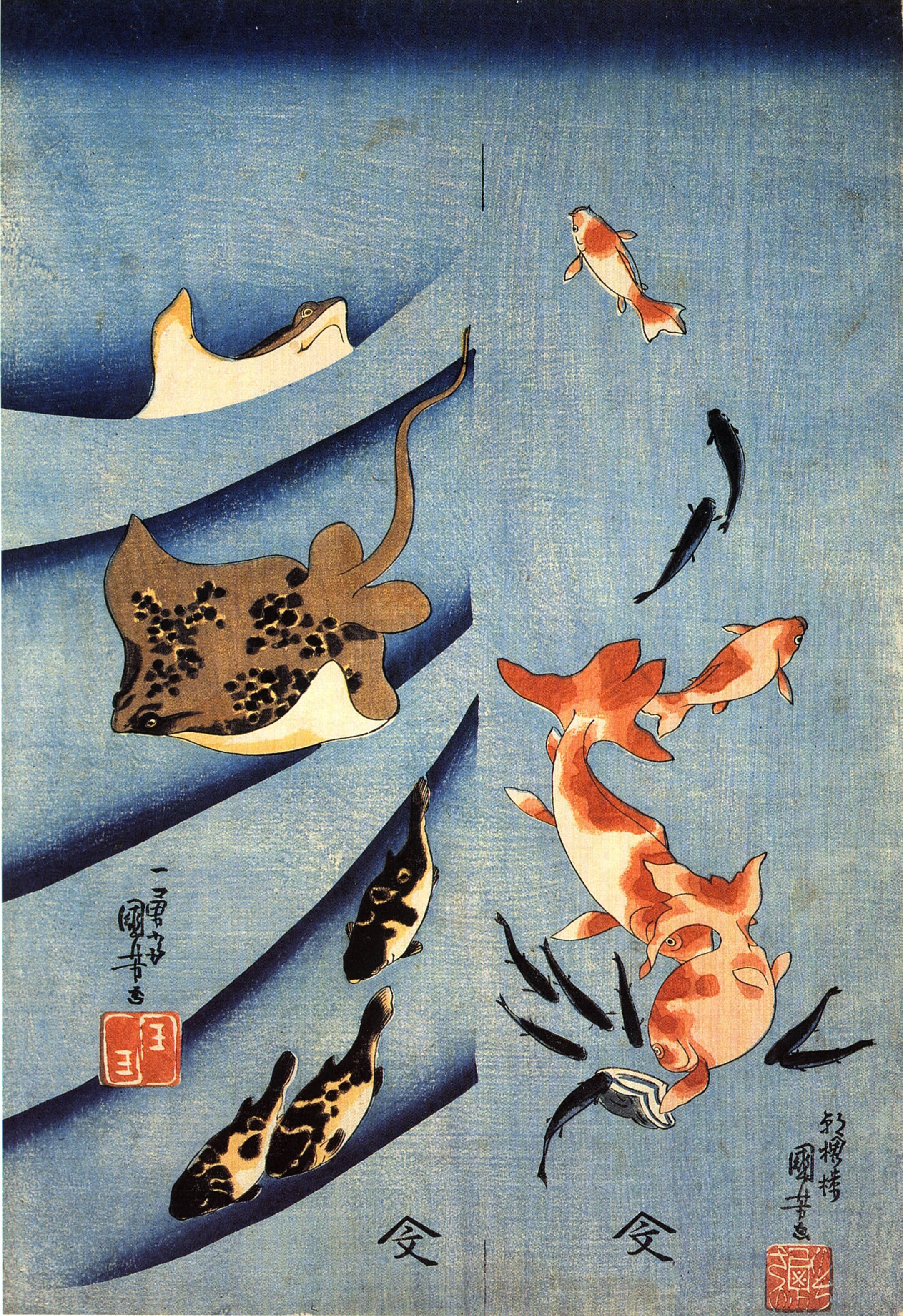
Kuniyoshi Utagawa, XVIII secolo

### I pesci come animali domestici: l'acquariofilia

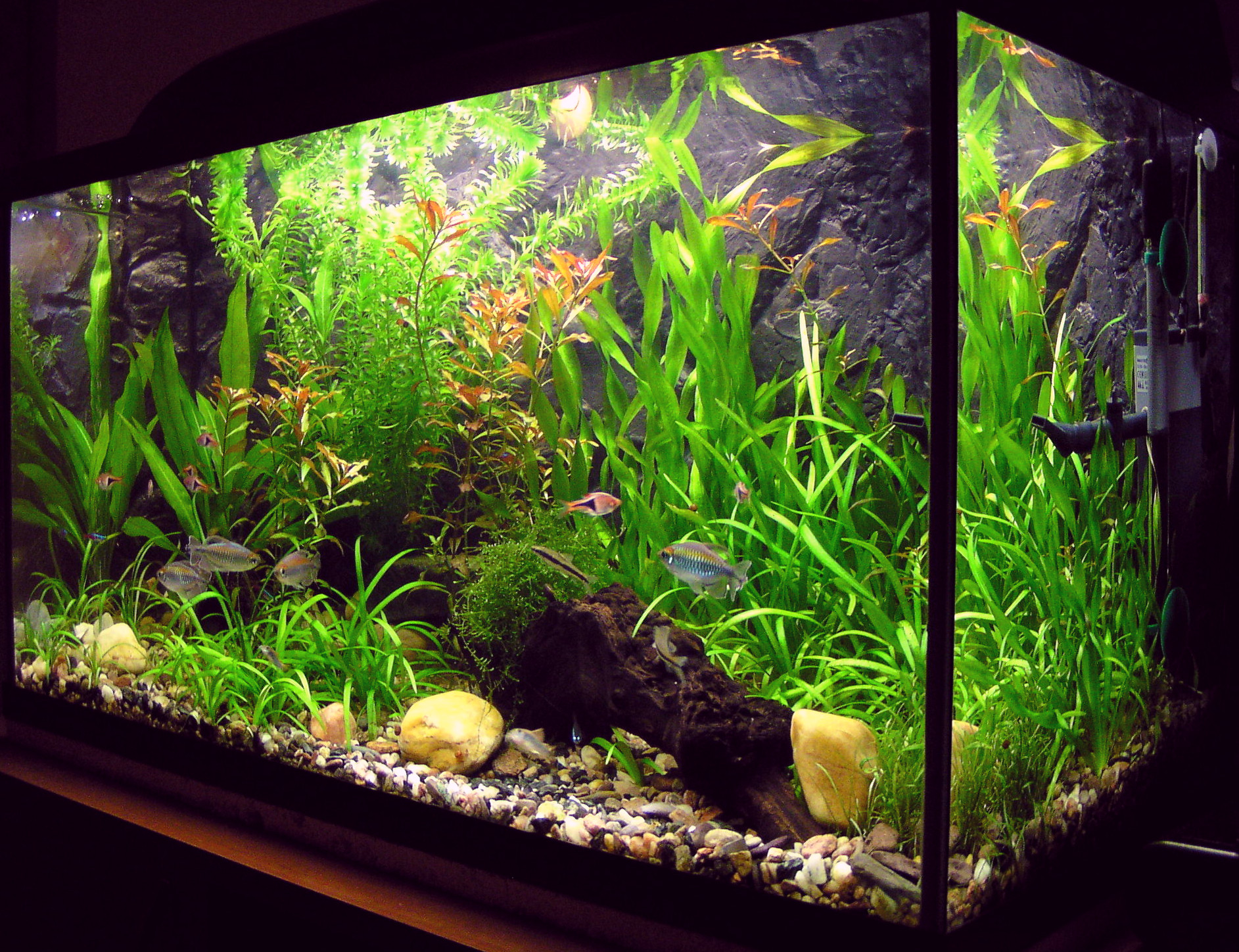
Un acquario domestico

L'acquariofilia è un hobby che vede le sue antiche origini nell'allevamento a scopo alimentare che già i Romani fecero con le specie a loro più gradite, e che venne ripresa e studiata a fondo nel corso dei secoli, fino ad approdare alla fine del XIX secolo forte delle innovazioni tecnologiche come vetri a basso costo, energia elettrica ed esplorazioni geografiche di Americhe ed Africa. Grande impulso allo sviluppo scientifico di questo hobby lo diede il grande naturalista Konrad Lorenz, padre dell'etologia, quella scienza che studia il comportamento animale. Si scoprì quindi che i pesci erano animali più complessi di quanto si fosse mai pensato prima.
Dal secondo dopoguerra l'acquariofilia conobbe un periodo florido che non si è mai interrotto, arrivando a sviluppare diverse branche di questa disciplina naturalistica e permettendo numerosi studi etologici e biologici. Negli ultimi decenni si è arrivati ad un'acquariofilia consapevole, che tiene grandemente in considerazione le particolari esigenze fisiologiche delle centinaia di specie preposte all'allevamento in cattività, la maggior parte delle quali ormai sono riproducibili facilmente in acquario. Essere acquariofili oggi significa conoscere elementari concetti di chimica e di biologia, applicandoli come risposta alle esigenze degli organismi viventi che si allevano.
Il mercato è ampio e concorrenziale, alimentato anche da numerosi allevatori che si scambiano varie specie, alcune delle quali particolarmente difficili da trovare in commercio. In questo modo si è giunti a conservare in cattività un patrimonio biologico che è sempre più minacciato dalle distruzioni degli ambienti naturali da fattori antropici, tanto che oggi alcune specie non sono considerate estinte soltanto perché capillarmente diffuse negli acquari degli appassionati di tutto il mondo.

## Classificazione
Tradizionalmente col termine pesci si identificano tutti i Vertebrati acquatici non Tetrapodi, inclusi nella superclasse degli Agnati (pesci privi di mascelle) e in alcune classi viventi di Gnatostomi: Condroitti (pesci cartilaginei), Attinopterigi e Sarcopterigi. In precedenza questi ultimi due gruppi costituivano l'unica classe degli Osteitti (pesci ossei).

## Pesce sintetico
Nel 2022 alcune aziende hanno iniziato a creare in laboratorio pesce sintetico, ricreando ad esempio salmone atlantico, trota iridea e carpa partendo da cellule coltivate e arricchite di proteine vegetali.